# Gare d'Ottignies
La gare d'Ottignies est une gare ferroviaire belge des lignes : 161, de Bruxelles-Nord à Namur ; 140, d'Ottignies à Marcinelle (Charleroi) ; 139, de Louvain à Ottignies. Elle est située à Ottignies, section de la ville belge d'Ottignies-Louvain-la-Neuve dans la province du Brabant wallon en région wallonne.
Mise en service en 1855 par Grande compagnie du Luxembourg, elle disposa à partir de 1884 d'un bâtiment dû à l'architecte Charles Licot. Détruit en 1996, il est remplacé par un nouveau bâtiment, moderne et fonctionnel, inauguré en 1999.
C'est une importante gare de la Société nationale des chemins de fer belges (SNCB), la plus fréquentée de Wallonie. Elle est desservie par des trains InterCity (IC), suburbains (S), locaux (L), d'heure de pointe (P) et touristiques (ICT).

## Situation ferroviaire
Établie à 67 mètres d'altitude, la gare de bifurcation d'Ottignies est située : au point kilométrique (PK) 28,485 de la ligne 161 de Bruxelles-Nord à Namur, entre les gares de Profondsart et de Mont-Saint-Guibert, au PK 0,000 de la ligne 140 d'Ottignies à Marcinelle, avant la gare de Céroux-Mousty, et au PK 28,935 de la ligne 139 de Louvain à Ottignies, après la gare de Limal.
Gare avec une disposition en « X », elle présente la particularité d'avoir un bâtiment voyageurs situé au milieu des voies. Les cinq premières voies, où sont reçus les trains circulant sur la ligne 161 (et 161D), sont à l'ouest du bâtiment. Les voies 6 et 8, accueillant généralement les rames circulant sur la ligne 139, sont en cul-de-sac ; elles aboutissent précisément derrière le bâtiment de la gare. La voie 7 est une voie de service. Les voies 9, 10 et 11 sont quant à elles à l'est du bâtiment, et reçoivent les convois circulant sur la ligne 140. Il n'est possible de passer d'une ligne à l'autre qu'au nord de la gare. Seules les lignes 139 et 140 sont accessibles de la voie 11. La numérotation commence à l'ouest.

## Histoire

### La gare de 1855
La première station d'Ottignies est mise en service le 14 juin 1855 par la Grande compagnie du Luxembourg quelques jours après l'ouverture de l'exploitation de la section de La Hulpe à Gembloux de son chemin de fer de Bruxelles à Luxembourg. Dès le mois d'août, elle devient un important nœud ferroviaire avec l'ouverture de la ligne de Charleroi à Louvain. En 1858 on construit un bâtiment provisoire.
En 1863, un accord prévoit que la Compagnie de l'Est Belge, filiale de la Compagnie des chemins de fer de l'Est, doit compléter le bâtiment avec des installations pour les voyageurs et les transbordements.
En 1880, les installations sont devenues notoirement insuffisantes. Un bâtiment provisoire est adjugé en juillet. et des plans d'agrandissement sont validés en mars 1881. Ceux-ci comportent un nouveau bâtiment lequel n'est pas une construction neuve mais le bâtiment de l'ancienne gare de Tournai tandis que les quais seront couverts par la charpente et supports de la "baraque" qui a servi à la fête du Cercle artistique et littéraire organisée au parc Léopold à Bruxelles le 26 août 1880.

### La gare de 1884
Le projet de réutiliser le bâtiment de la gare de Tournai n'aboutit pas et il sera rebâti en gare de Leuze : à la place, un bâtiment entièrement nouveau est commandé.
En 1884, les constructions provisoires sont remplacées par un bâtiment, de style éclectique, dû à l'architecte Charles Licot, il « combine les dispositions d'une tête de ligne et d'une gare de passage ». Le bâtiment forme un U composé d'un corps central transversal avec deux ailes le long des voies. Ces ailes en briques flanquaient une première marquise servant de transition avec la grande marquise recouvrant 7 voies à quai.
Au fil des ans, le bâtiment de Charles Licot a été profondément modifié par des ajouts extérieurs et des modifications des espaces intérieurs. La marquise des quais fut détruite au cours du XXe siècle mais celle qui donnait accès aux quais, faisant partie intégrante du bâtiment, était encore présente dans les années 1980.

Vues de l'ancienne gare
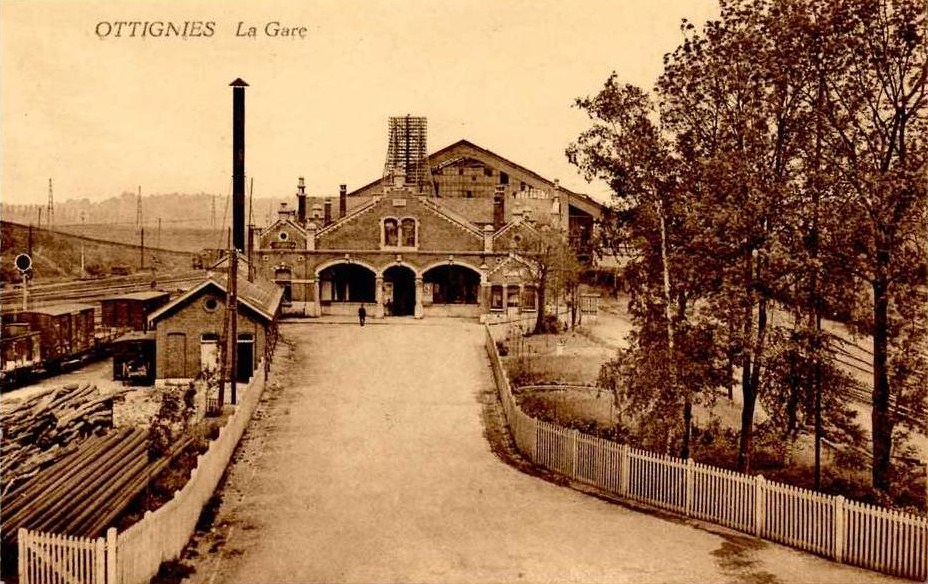
Vue de l'accès à la vieille gare.
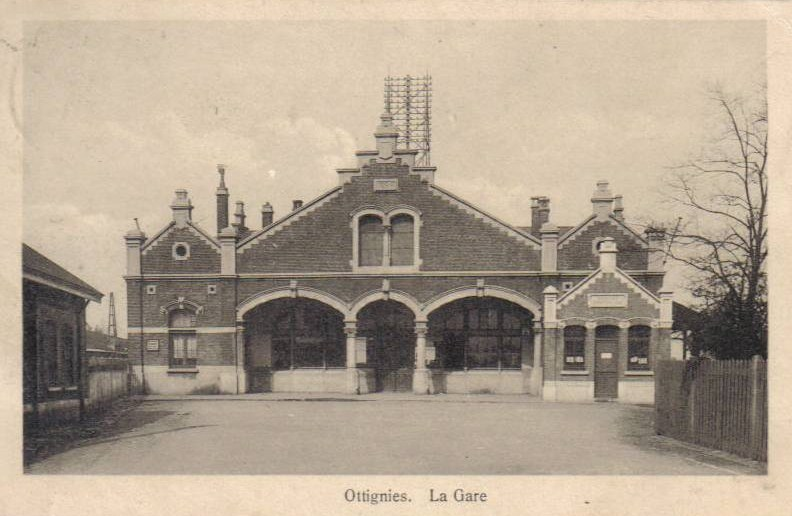
Façade du bâtiment de Charles Licot (1884).
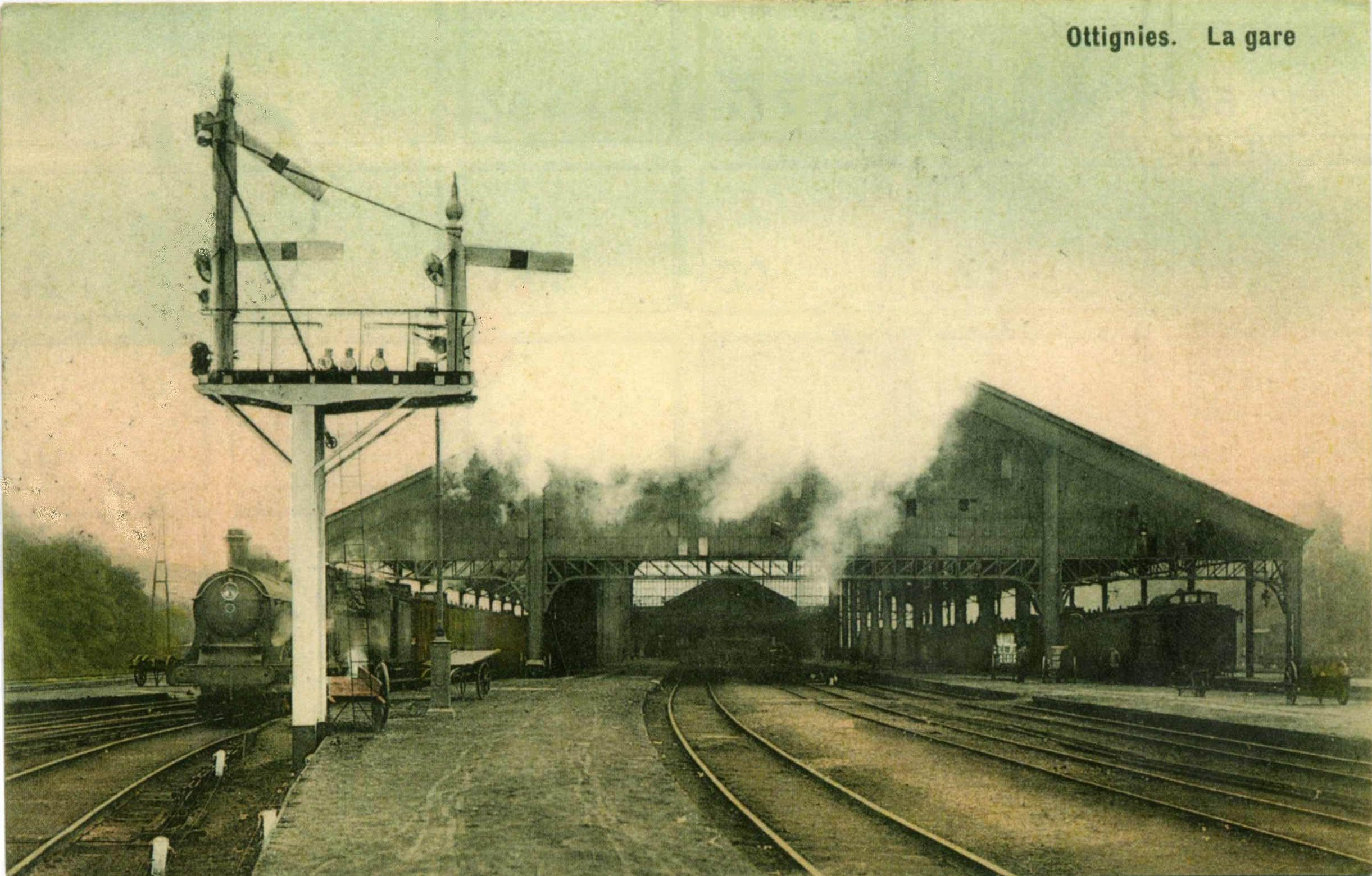
La gare vers 1900.
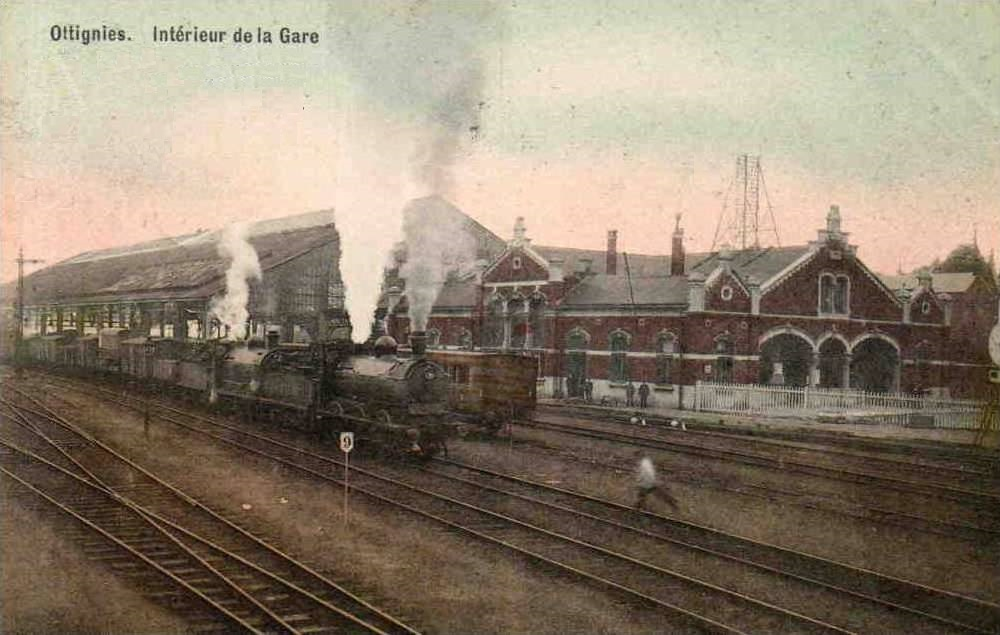
Train à vapeur (1910).

### La gare de 1999

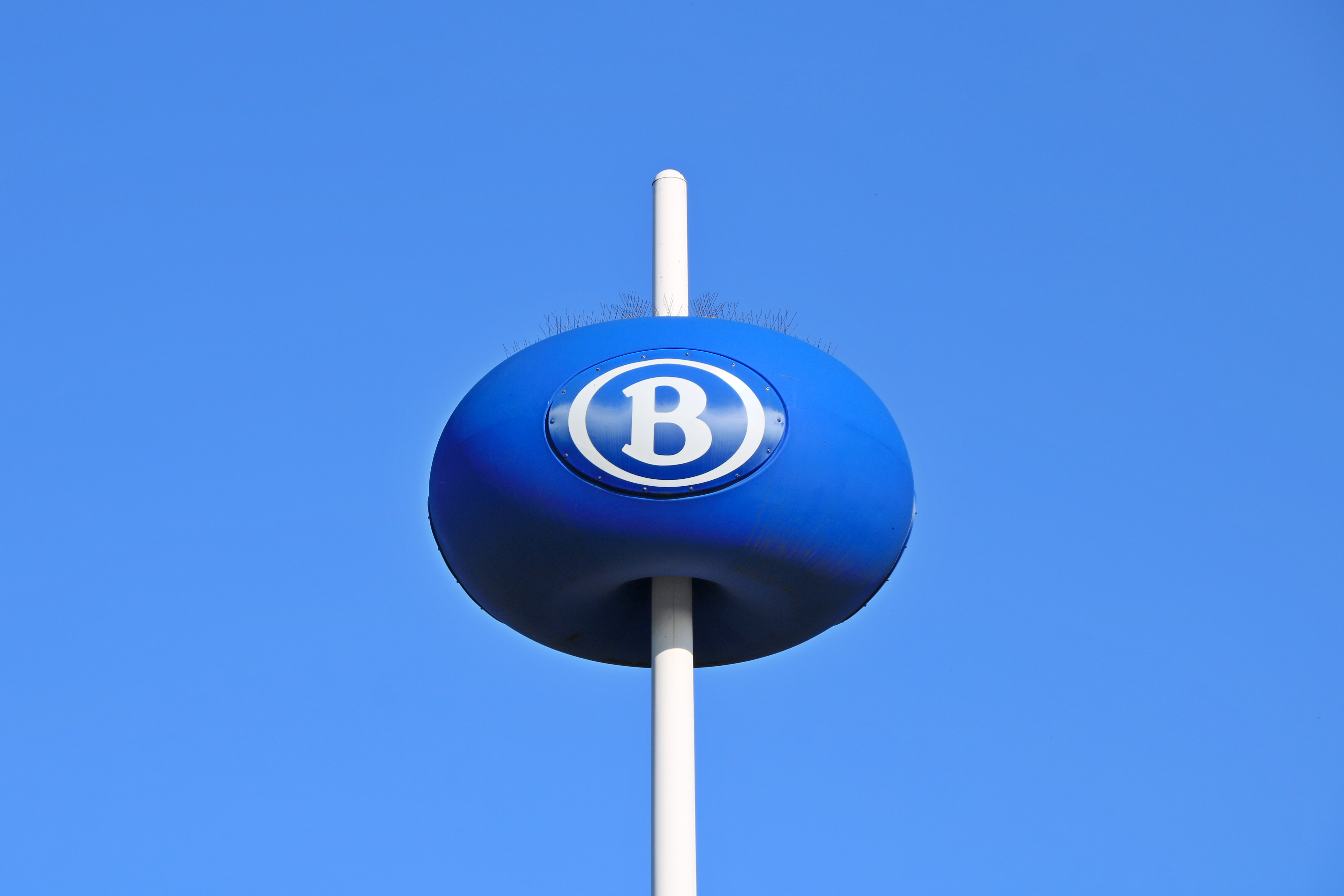
Le mât SNCB qui marque l'entrée de la place de la Gare.

Un projet de nouvelle gare pour Ottignies est envisagé dès les années 1980 mais reste en rade pendant une dizaine d'années pour refaire surface en février 1991. Le projet, qui reçoit un avis favorable du Collège échevinal en septembre 1991, prévoit la démolition totale de la gare actuelle et la construction d'un édifice de 2.250 m2.
En avril 1993, une gare provisoire est aménagée dans l'ancien centre routier mais, en novembre de la même année, le projet est reporté à 1995 faute de moyens financiers.
Un nouveau projet, inscrit au budget 1996 de la SNCB, prévoit de façon étonnante de conserver l'ancienne façade de 1884, mais les services régionaux des Monuments, Sites et Fouilles n'acceptent pas cette décision et signent l'arrêt de mort de l'ancienne façade.
Le 27 novembre 1996 a lieu la pose de la première pierre de la nouvelle gare, qui est mise en service en 1999,,.
La nouvelle gare est un édifice de style postmoderne consistant en un édifice en béton bicolore, en forme de croix et pourvu de larges baies vitrées.
Le sous-sol est occupé par les services techniques et l'étage par les bureaux administratifs, alors que le rez-de-chaussée est réservé aux voyageurs. La salle des pas perdus accueillait initialement en son centre une petite salle d'attente octogonale chauffée mais celle-ci a été supprimée durant les années 2010 pour créer une salle d'attente plus grande. Autour de la salle des pas perdus sont disposés les guichets, les distributeurs automatiques de billets, des WC, la cafétéria des voyageurs, une croissanterie, une confiserie et la nouvelle salle d'attente.
Lors de la construction de la nouvelle gare, l'esplanade est reconfigurée, notamment pour y accueillir plus de bus.
En 2002, l'exposition « l'histoire du chemin de fer et l'ancienne gare d'Ottignies » est installée dans la gare alors qu'il y a environ 16 000 voyageurs qui la fréquentent quotidiennement.

La gare de 1999
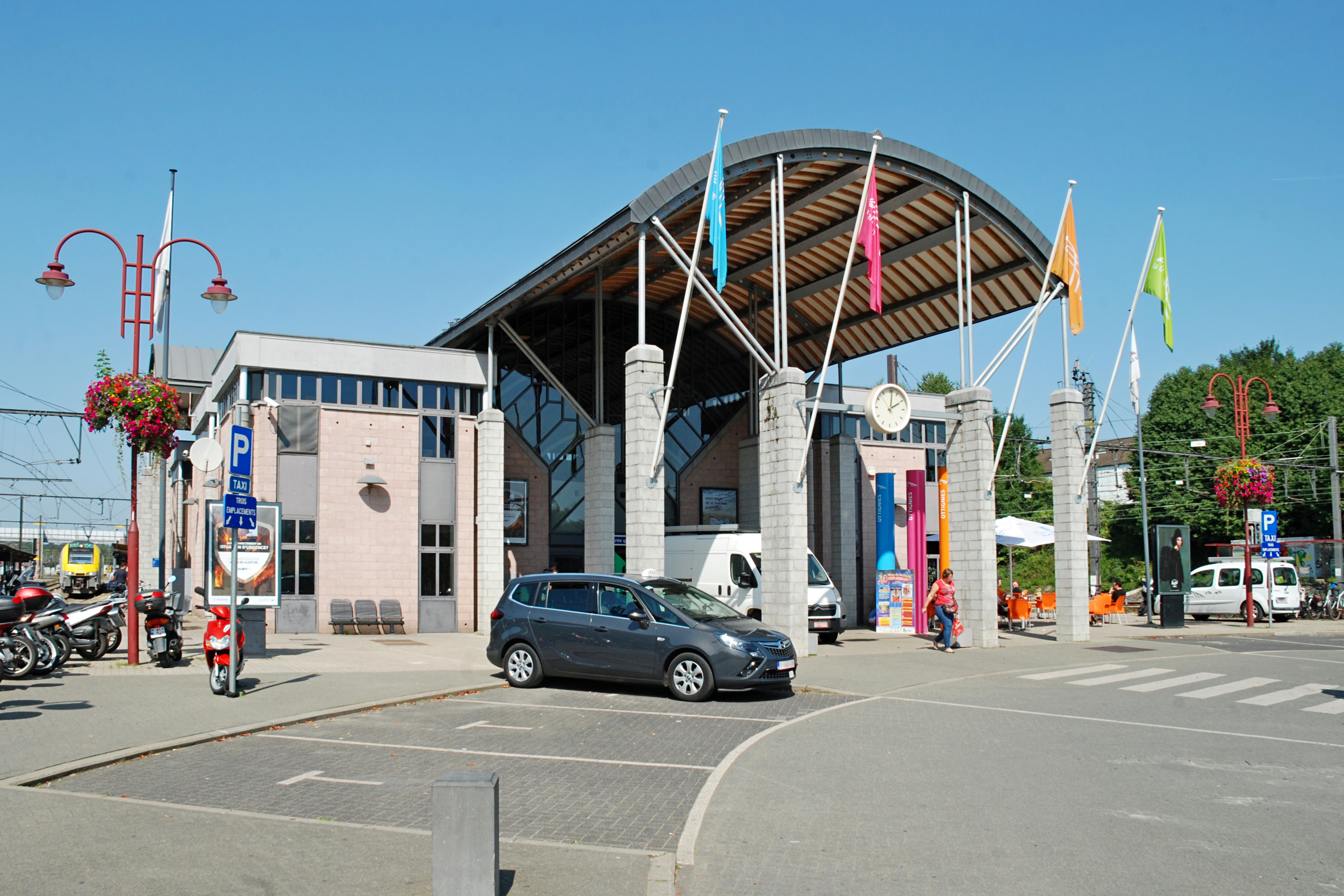
Façade prinpale.
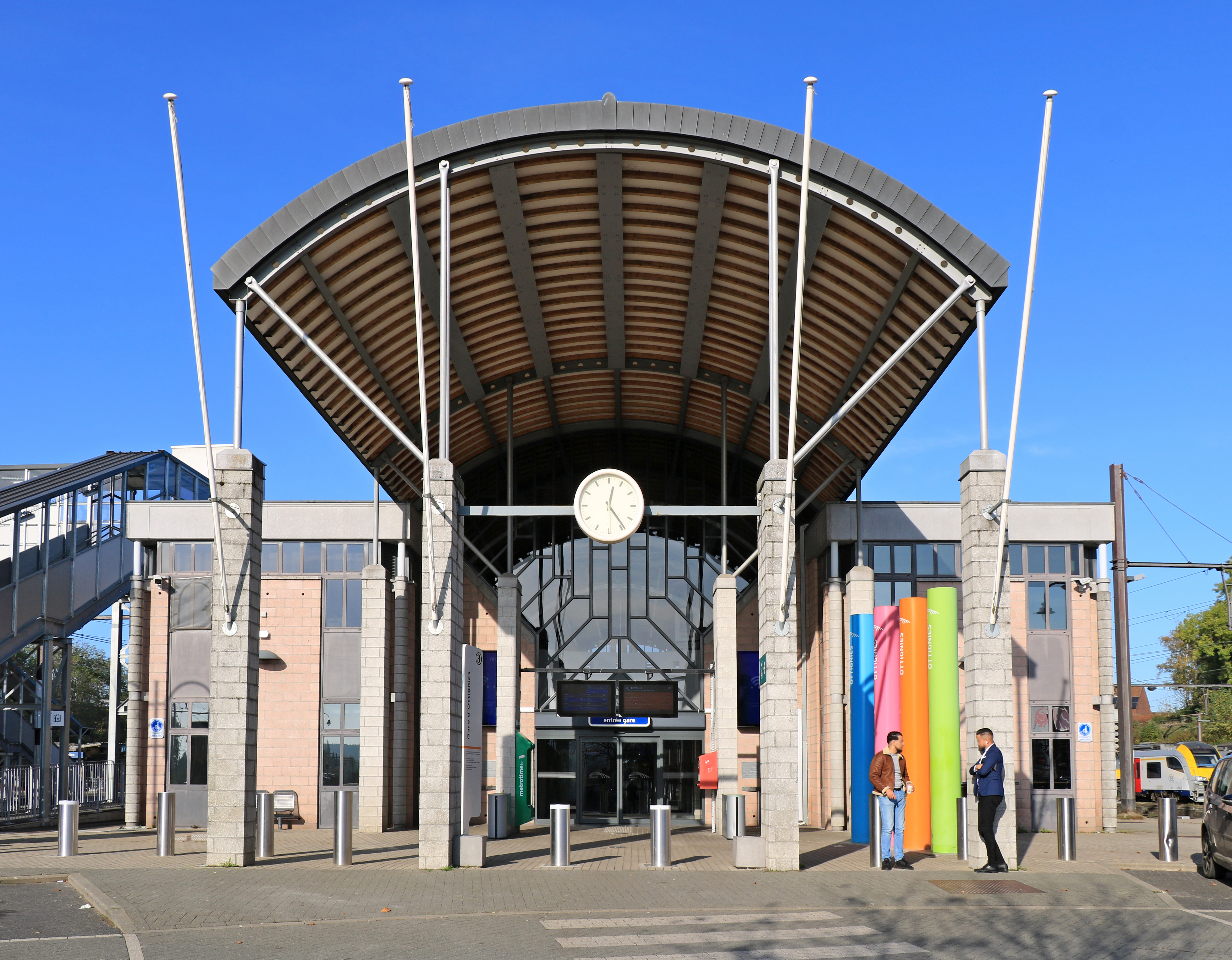
Entrée principale.
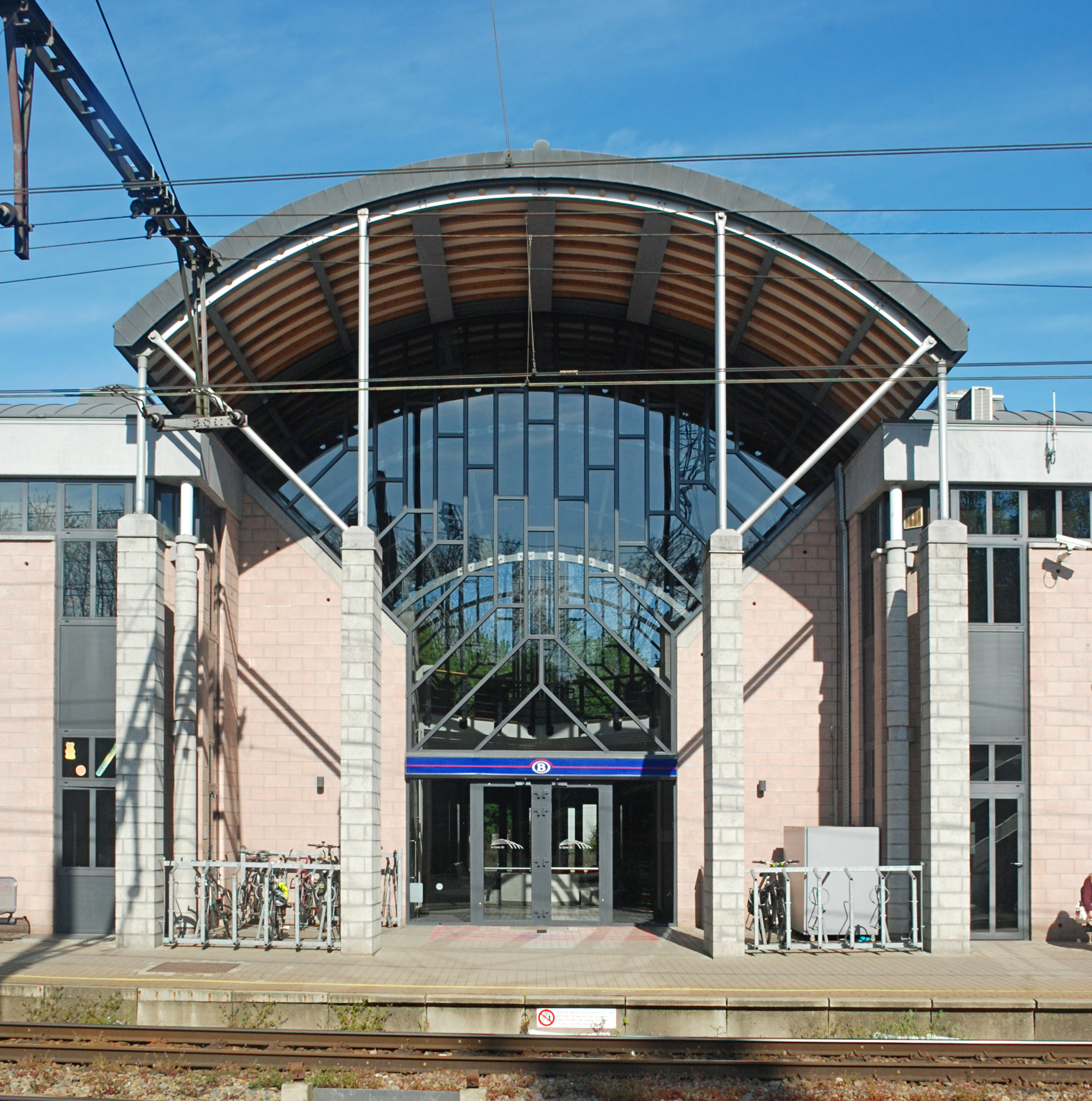
Entrée latérale.

### Nouvelle passerelle (2019)

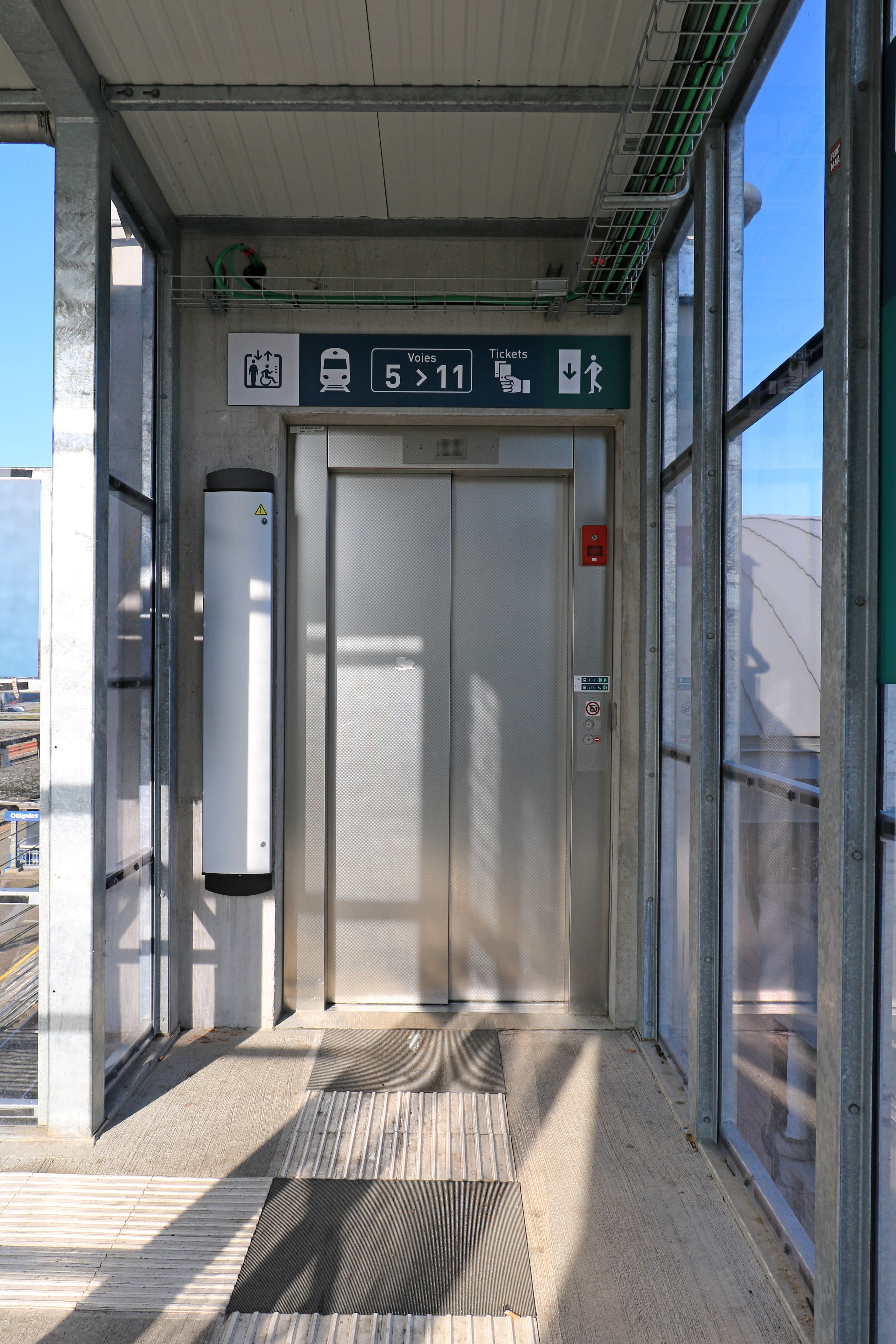
Ascenseur de la nouvelle passerelle.

Le 20 mars 2019, une nouvelle passerelle est inaugurée par le ministre fédéral de la Mobilité François Bellot et la bourgmestre Julie Chantry,. 
L'ancienne passerelle était un ouvrage de béton de soixante mètres de long construit au début des années 1960. Elle  connectait jadis le parking de l'avenue des Villas non seulement aux quais mais également au parvis de la gare, mais ce n'était plus le cas depuis la mise en service de la nouvelle gare en 1999, la passerelle ayant été amputée de la partie qui la reliait au parvis : il n'y avait donc plus de connexion directe entre le haut d'Ottignies et la gare des bus. 
Une nouvelle passerelle est construite en 2018-2019 : longue de 72 m, couverte et dotée de trois ascenseurs, elle améliore l'accessibilité pour les personnes à mobilité réduite, les parents avec poussette et les voyageurs chargés de valises,. Cette nouvelle passerelle recrée un lien direct entre la gare des bus et les quartiers situés en surplomb de la gare,. La nouvelle passerelle est déjà prête pour accueillir le RER et s'intègre dans la future mise à quatre voies de la ligne 161 vers Bruxelles,.
L'ancienne passerelle en béton est démolie en septembre 2019,. Infrabel, société gestionnaire du réseau ferroviaire, effectue les travaux préparatoires en journée et l'évacuation la nuit, l'objectif étant de « démonter cette passerelle sans impacter le trafic des voyageurs et donc sans qu'aucun train ne soit mis à l'arrêt ».

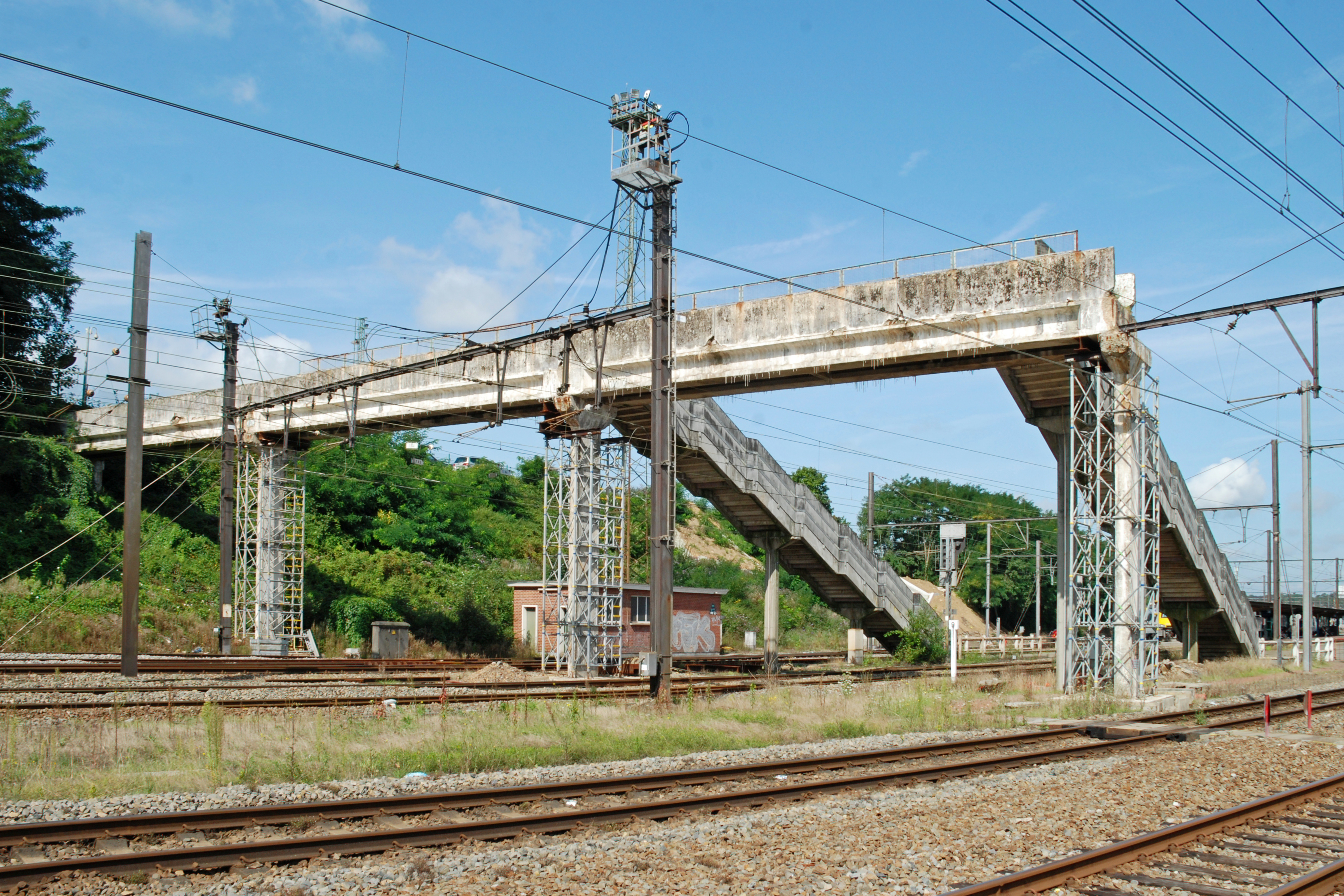
L'ancienne passerelle, amputée (à droite) de sa connexion avec la place de la Gare et la gare des bus (état 2017).
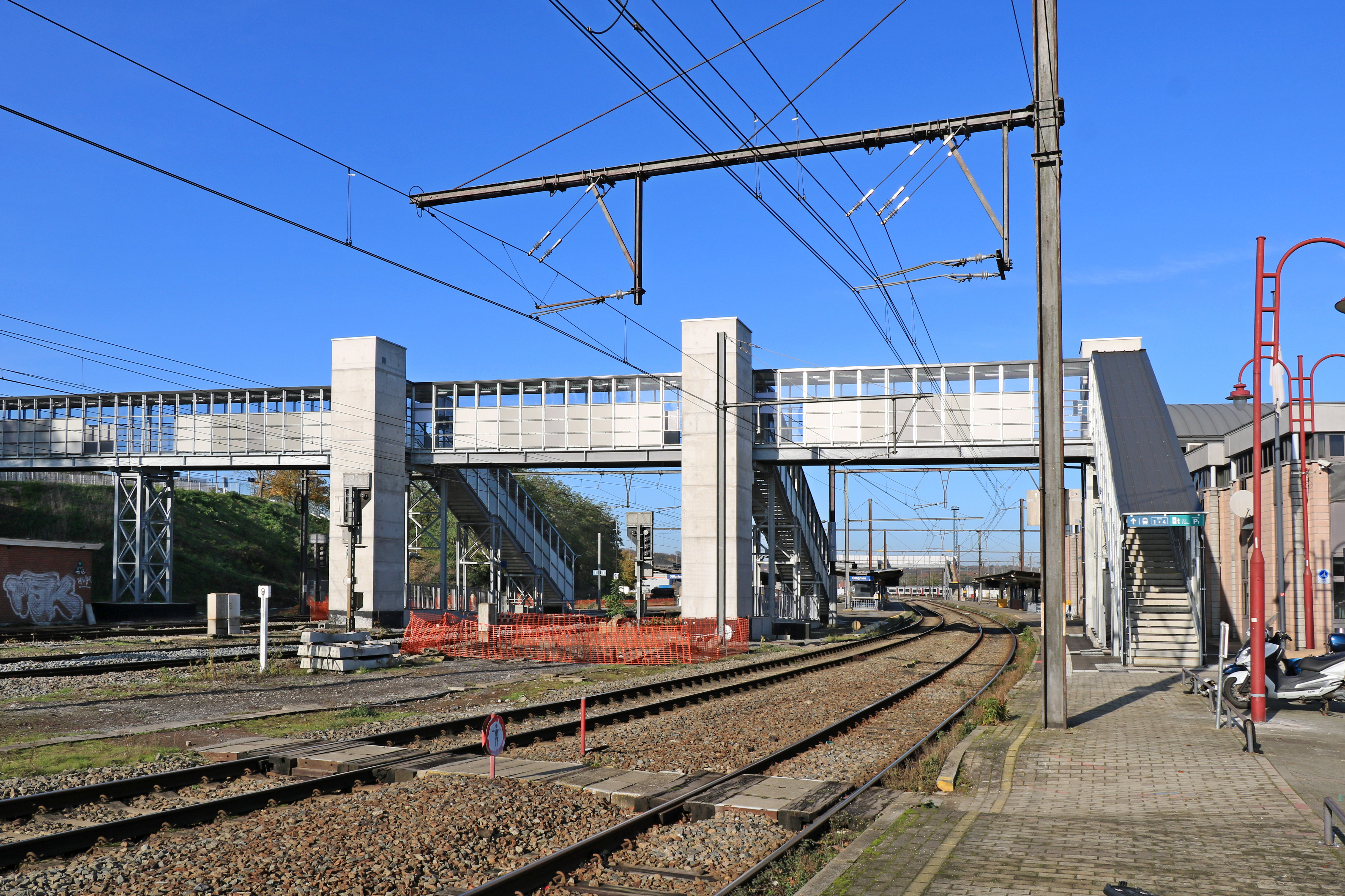
La passerelle de 2019 recrée un lien direct avec la place de la Gare et la gare des bus.

### Plan de transport 2020-2023
Le plan de transport 2020-2023 prévoit d'augmenter la desserte de la gare d'Ottignies grâce à la revalorisation par la SNCB des lignes 139 et 140 ainsi que la desserte ferroviaire de l'aéroport de Charleroi-Bruxelles-Sud,.
- de nouveaux trains IC de Louvain à Charleroi, s'arrêtant uniquement à Wavre, Ottignies, Fleurus et Charleroi-Central desserviront Ottignies en semaine comme les week-ends ;
- en semaine, tous les trains S61 seront désormais prolongés vers Wavre avec arrêts à Limal et Bierges-Walibi.

Il sera donc possible de relier plus rapidement Ottignies à Louvain et Charleroi (avec un arrêt à Fleurus près de l'aéroport) et la fréquence des trains entre Wavre et Ottignies, qui est actuellement de 2 trains par heure le week-end et 3 par heure en semaine, passera à :
- 3 trains par heure les week-ends et jours fériés ;
- 5 trains par heure les jours ouvrables.

Ces nouveaux trains IC, destinés à permettre une desserte ferroviaire de l'aéroport de Charleroi, ne passeront toutefois pas par Bruxelles : les voyageurs venant de Bruxelles devront effectuer une correspondance à Ottignies.

### Projet de nouvelle gare pour 2029
Le ministre Bellot déclare à l'occasion de l'inauguration de la nouvelle passerelle en mars 2019 : « Ce chantier marque le point de départ d'un programme ambitieux de travaux qui vont se dérouler ici pendant une dizaine d'années. On va tout refaire : le grill des voies, les quais, les auvents, les parkings… et la gare ». Il poursuit « C'est le début des importants travaux de modernisation et de refonte complète de la gare d'Ottignies qui est la première gare wallonne en termes de fréquentation. Tout le visage du quartier va être modifié ! C'est une gare qui est vétuste, qui a été négligée et dont on n'a pas suffisamment programmé les travaux dans le passé ».
Dès 2019, il est prévu que les quais, plus anciens que le bâtiment de la gare, vont subir un sérieux lifting comme le précise la SNCB : « Les quais vont être rehaussés pour rendre la montée dans le train plus aisée, le revêtement, les bancs ainsi que le système d'affichage vont être repensés ».
Une nouvelle gare doit accueillir les voyageurs d'ici 2030, l'actuel bâtiment étant voué à disparaître : le scénario privilégié est celui d'une « gare-passerelle », suspendue au-dessus des voies, semblable à celle de Namur,.
En mai 2021, la SNCB dévoile en images de synthèse la nouvelle gare articulée autour d'une passerelle la traversant de part en part avec des couvertures de quai ondulées de 10 000 m2, des ascenseurs et un nouveau bâtiment d'accueil avec commerces et escalators donnant sur la passerelle. Le bâtiment de 1999 serait démoli et de nouveaux quais seraient créés ainsi qu'un accès direct côté ville diminuant le nombre de traversées du passage à niveau. Cette gare nouvelle devrait coûter au moins 83 millions d'euros.

### Le dépôt de locomotives
Ottignies, gare de jonction entre plusieurs compagnies, comportait dès son origine des installations de prise d'eau pour les locomotives. Dans les années 1900, il y avait déjà une plaque tournante à Ottignies, mais pas de dépôt.
En 1924, un grand dépôt de locomotives fut réalisé à Ottignies, de l'autre côté des voies, près de Limelette. Il comportait une remise et un atelier de réparation dans un grand bâtiment de briques et de béton muni d'un pont transbordeur. Ce dépôt entretenait les locomotives utilisées sur toutes les lignes rayonnant autour d'Ottignies, dont la ligne 161.
Le 20 avril 1944, des bombardiers alliés ont visé le dépôt et le nœud ferroviaire d'Ottignies. Les fusées des éclaireurs manquèrent leur cible et les bombardiers occasionnèrent des dégâts et des victimes civiles à Limal et Limelette. Le dépôt et les installations furent à peine touchés et seules quelques locomotives subirent des dégâts mineurs.
Le dépôt de 1924 a depuis fermé et été démoli[Quand ?]. La société Benelmat, propriétaire de grues et d'engins de chantier s'est installé sur le vaste site laissé libre par la démolition de la remise.

#### Nouveau dépôt
Dans le cadre des travaux du RER, un atelier de maintenance a été édifié vers 2015 et inauguré quelques années plus tard. Il possède trois voies sous toit permettant de garer complètement cinq automotrices dans le hangar et davantage en extérieur ; les toits du hangar ont récemment été recouverts de panneaux solaires.

## Service des voyageurs

### Accueil
Gare SNCB, elle dispose d'un bâtiment voyageurs, avec guichets, ouvert tous les jours. Elle est équipée d'automates pour l'achat de titres de transport et d'une consigne automatique pour les bagages. Des aménagements, équipements et services sont disponibles pour les personnes à la mobilité réduite. Un bar est installé dans la gare.

### Desserte

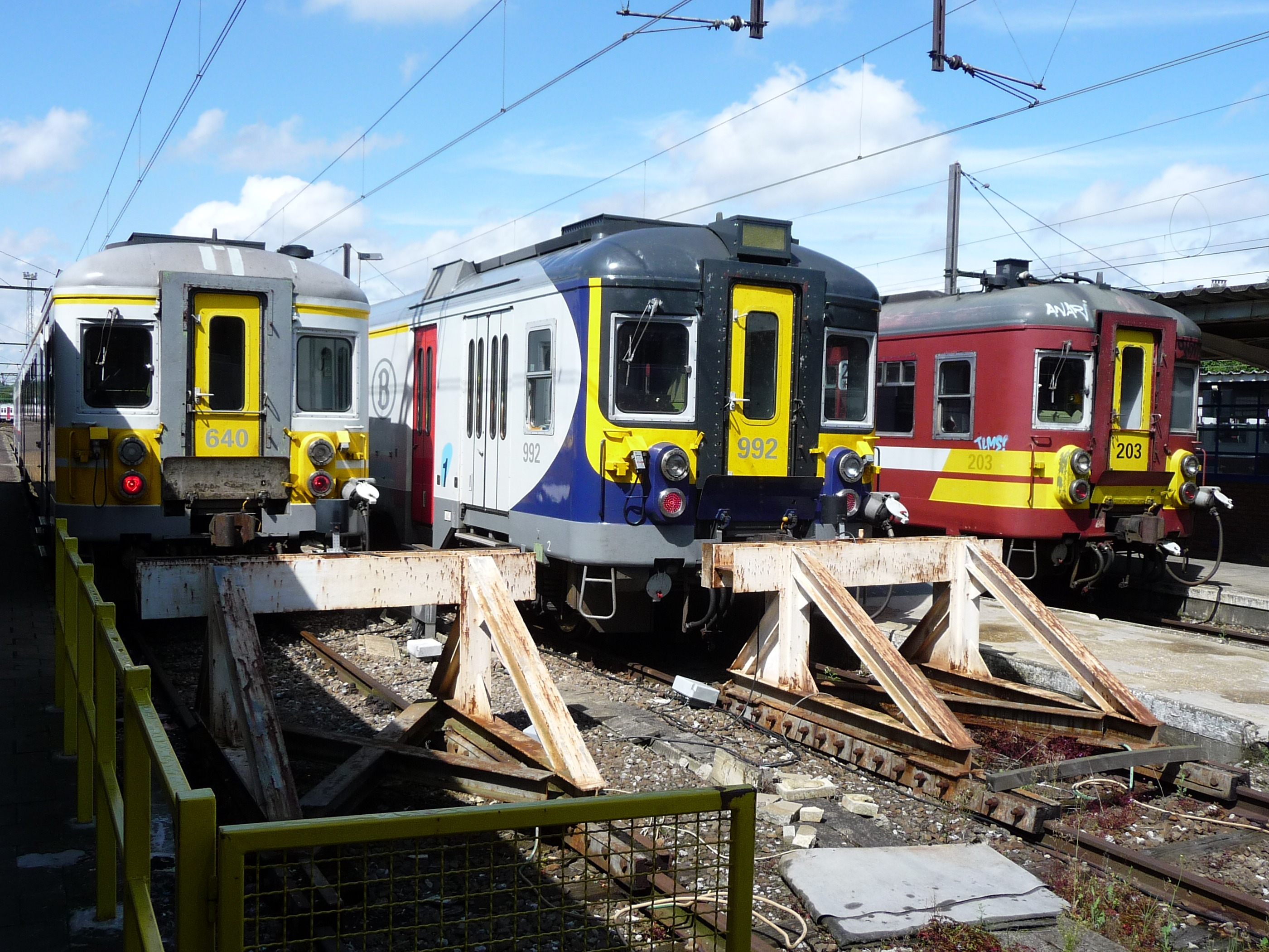
Trois automotrices classiques garées aux voies 6, 7 et 8.

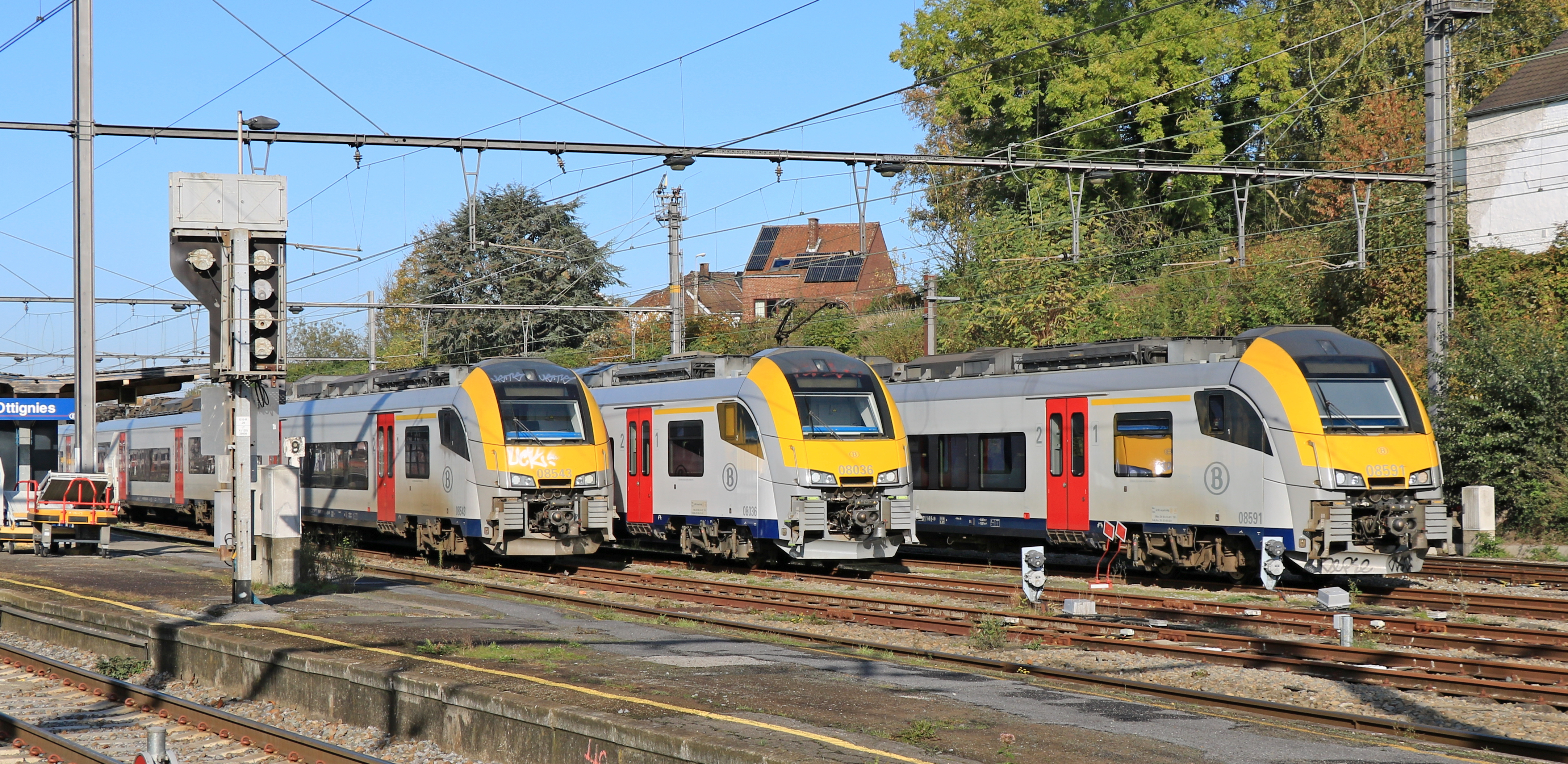
Rames automotrices Desiro ML rangées à côté de la gare.

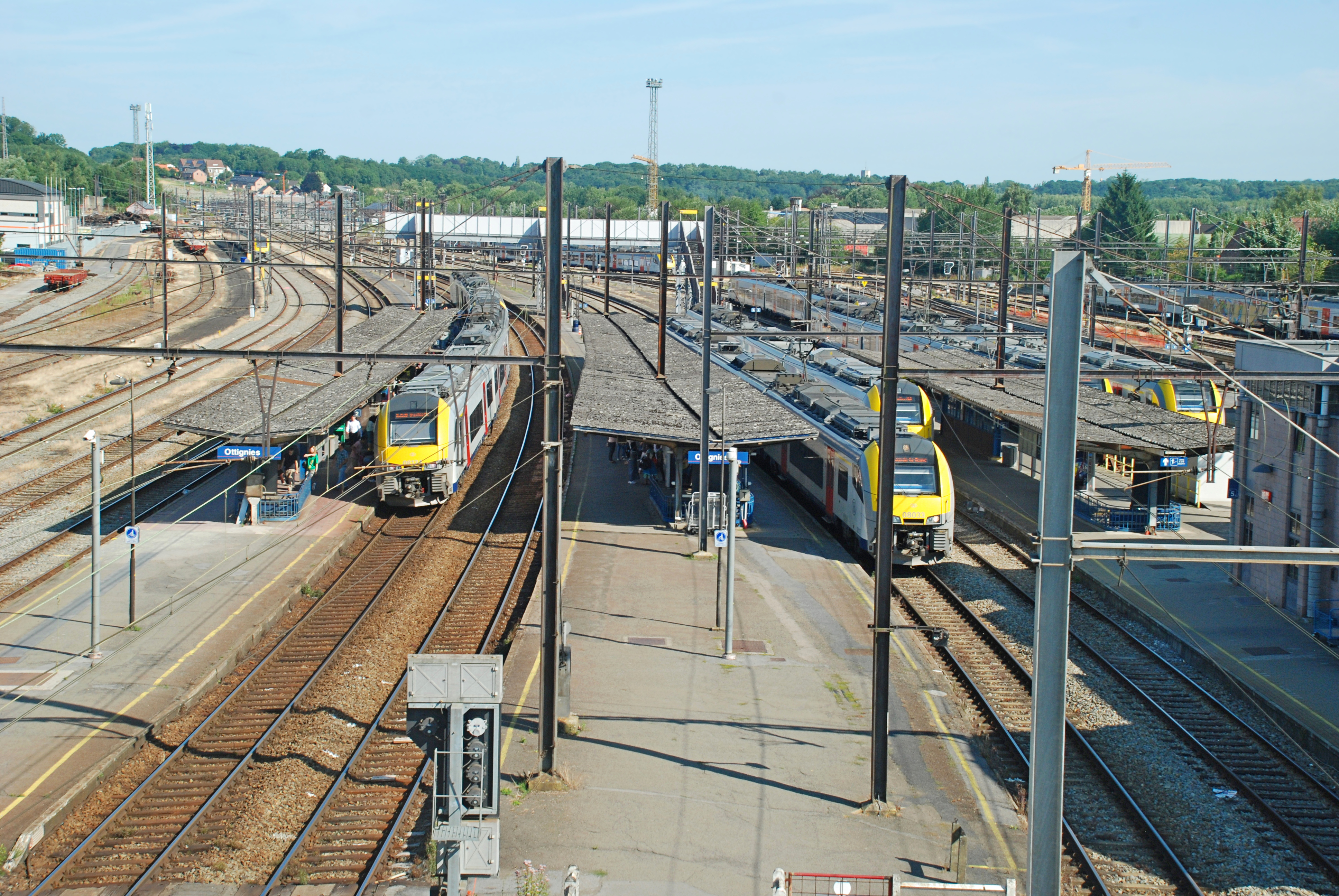
Vue sur les voies depuis l'ancienne passerelle.

Ottignies est une importante gare voyageurs de la SNCB desservie par des trains grandes lignes InterCity (IC) de ligne 161, et des trains Suburbains (S) ou de relations locales (L). Elle est également desservie par des trains Heure de pointe (P) et des trains touristiques (ICT). Certains trains ne circulent qu'en semaine, d'autres que les week-ends et jours fériés, ou encore qu'en période de vacances. C'est aussi une gare de correspondances entre des trains régionaux et des trains grandes lignes (voir brochures horaires des lignes 139, 140 et 161).

#### Semaine
Ottignies possède sept dessertes régulières, cadencés à l'heure et deux dessertes régulières cadencées deux fois par heure, ce qui fait un total de 11 trains dans chaque sens sans compter les trains d'heure de pointe et saisonniers
- des trains IC reliant Bruxelles-Midi à Arlon ou Luxembourg (toutes les heures)
- des trains IC reliant Liège-Saint-Lambert à Bruxelles-Midi via Namur. Le matin, durant les vacances d'été, un de ces trains continue vers Ostende (retour l'après-midi). Deux autres trains sont prolongés vers Tournai l'après-midi et depuis Tournai le matin
- des trains IC semi-directs reliant Brussels-Airport-Zaventem à Dinant
- des trains S20 entre Louvain et Ottignies, deux fois par heure
- des trains S8 entre Zottegem, Bruxelles-Midi et Louvain-la-Neuve, une fois par heure (le matin, un S8 est prolongé depuis Audenarde)
- des trains S8 entre Bruxelles-Midi et Ottignies, une fois par heure (certains continuent vers Louvain-la-Neuve ; l'un d'entre-eux roulant depuis/vers Grammont aux heures de pointe)
- des trains S8 entre Ottignies et Louvain-la-Neuve (deux fois par heure)
- des trains S61 entre Namur ou Jambes et Ottignies via Charleroi-Central (trois par jour sont prolongés vers Wavre ou Basse-Wavre)
- des trains L entre Ottignies et Namur via Gembloux

Il existe également des trains supplémentaires aux heures de pointe et pour la desserte de Walibi Belgium
- des trains S81 circulant de Schaerbeek à Louvain-la-Neuve (un le matin), d'Ottignies à Schaerbeek (trois le matin) et de Schaerbeek à Ottignies (deux l'après-midi)
- des trains ICT (saisonniers) reliant Ottignies à Wavre avec desserte de la gare de Bierges-Walibi (trois le matin d'Ottignies à Wavre et dix en fin de journée dans l'autre sens)
- trois trains P entre Rochefort-Jemelle et Bruxelles-Midi le matin, retour l'après-midi
- un train P de Louvain-la-Neuve à Rochefort Jemelle (le vendredi après-midi)
- un train P entre Namur et Bruxelles-Midi le matin, retour l'après-midi
- des trains P de Namur à Ottignies (deux le matin et un l'après-midi)
- des trains P d'Ottignies à Namur (un le matin, deux l'après-midi)
- un unique train P entre Gembloux et Namur
- trois trains S61 supplémentaires entre Charleroi-Central et Ottignies le matin, retour en fin d'après-midi

#### Week-ends et jours fériés
La desserte est moins étoffée et est complétée par quelques trains touristiques (ICT) durant les vacances. Elle comprend sept dessertes cadencées (toutes les heures, toutes les deux heures ou deux fois par heure)
- des trains IC entre Bruxelles-Midi et Luxembourg ou Arlon
- des trains IC entre Bruxelles-Midi et Dinant
- des trains S8 entre Bruxelles-Midi et Ottignies
- des trains S8 entre Ottignies et Louvain-la-Neuve (deux fois par heure)
- des trains S20 entre Louvain et Ottignies
- des trains S61 entre Ottignies et Namur via Charleroi-Central (toutes les deux heures)
- des trains L entre Ottignies et Namur via Gembloux (toutes les deux heures)
- des trains ICT entre Ottignies et Louvain avec un seul arrêt (à Bierges-Walibi)
- des trains ICT entre Ottignies et Wavre
- deux paires de trains ICT entre Bruxelles-Midi et Wavre
- deux paires de trains ICT entre Charleroi-Central et Wavre

Avec le nouvel horaire de décembre 2017, deux trains P reliant Mouscron ou Binche à Louvain-la-Neuve les dimanches soir ont été rajoutés en vertu d'une nouvelle politique qui consiste à ajouter des trains supplémentaires durant les week-ends à destination des étudiants.

### Intermodalité
La gare dispose d'une station de taxis, sur la place la Gare.
Devant la gare est située la gare des bus, qui offre huit emplacements pour accueillir les bus du réseau TEC Brabant wallon (lignes : 11, 17, 19, 20, 22, 28, 29, 30, 31 et Express 1). Un guichet du TEC est disponible à l'intérieur du bâtiment de la gare.
Deux parkings pour automobiles sont aménagés aux abords de la gare : le parking de l'avenue des Villas (P1) est situé contre la gare, à l'ouest et en hauteur par rapport à celle-ci, alors que le parking de l'avenue des Droits de l'Homme (P2) est situé à l'est de la gare, entre celle-ci et la Dyle.
Le parking de dépose rapide (« Kiss & ride ») qui jouxte la gare des bus, sur la place la Gare, est supprimé en mai 2024 dans le cadre du chantier de la gare : il est remplacé par un parking provisoire de 36 places situé avenue Paul Delvaux, à côté du rond-point.

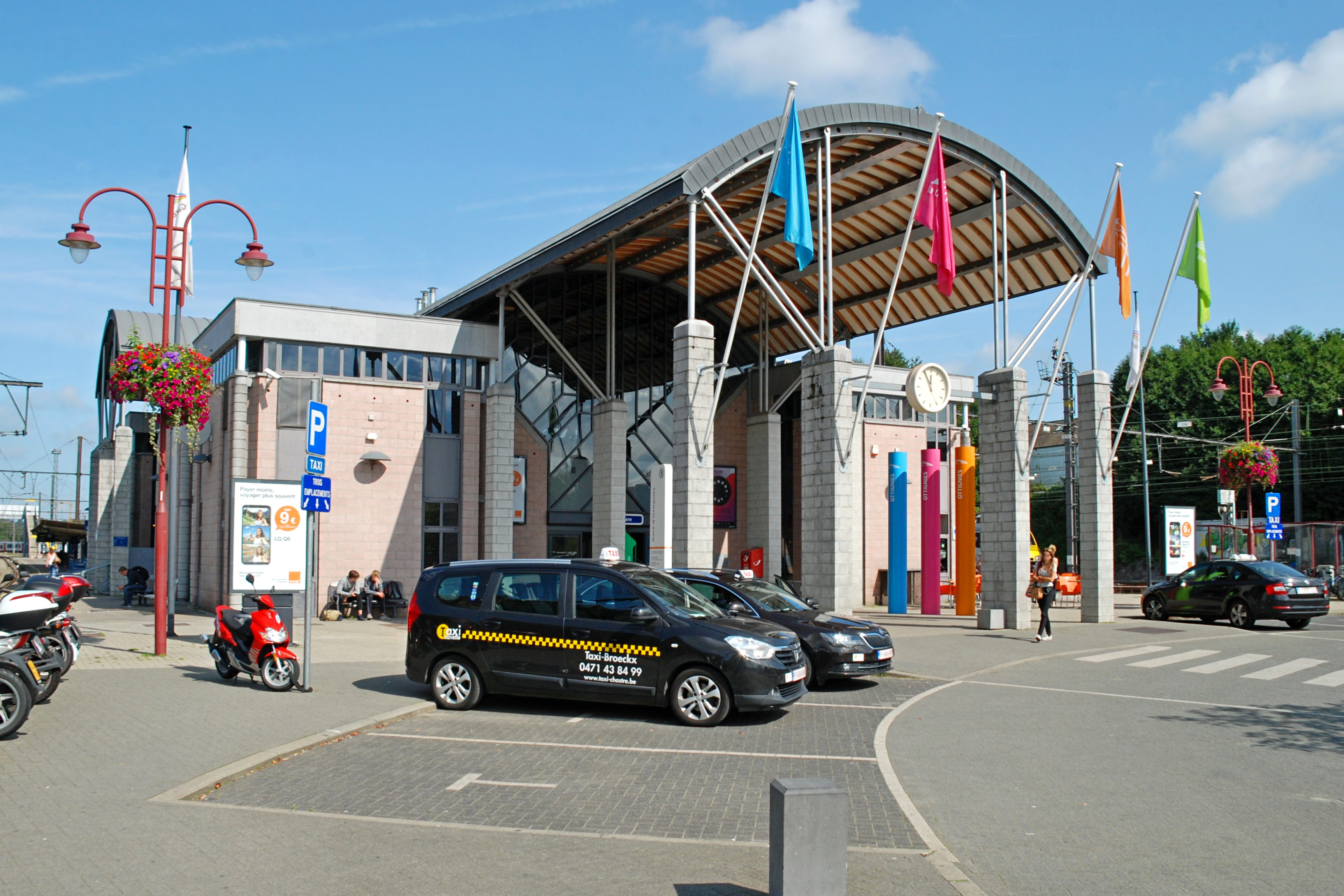
Station de taxis devant la gare.
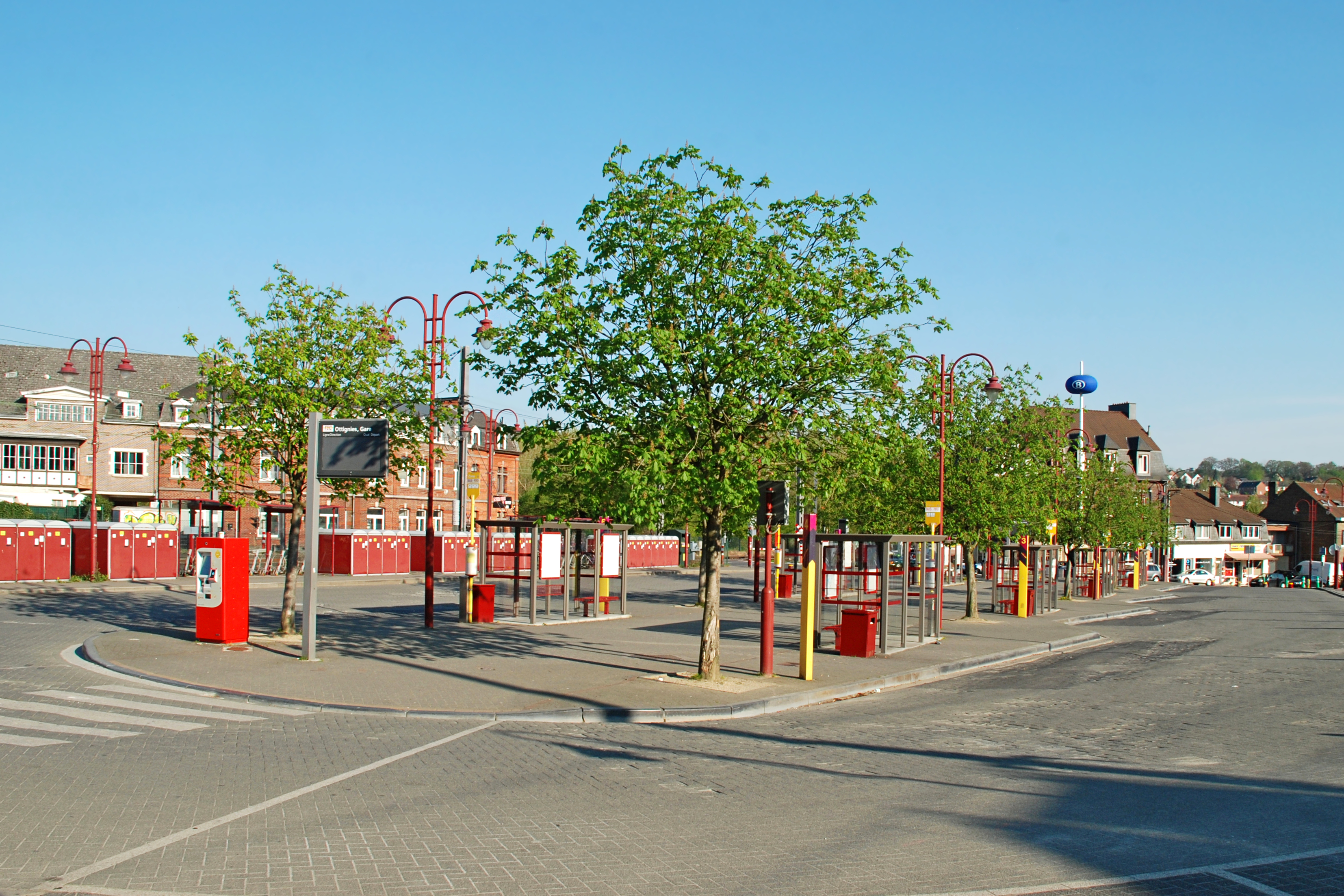
Gare des bus sur la place la Gare.
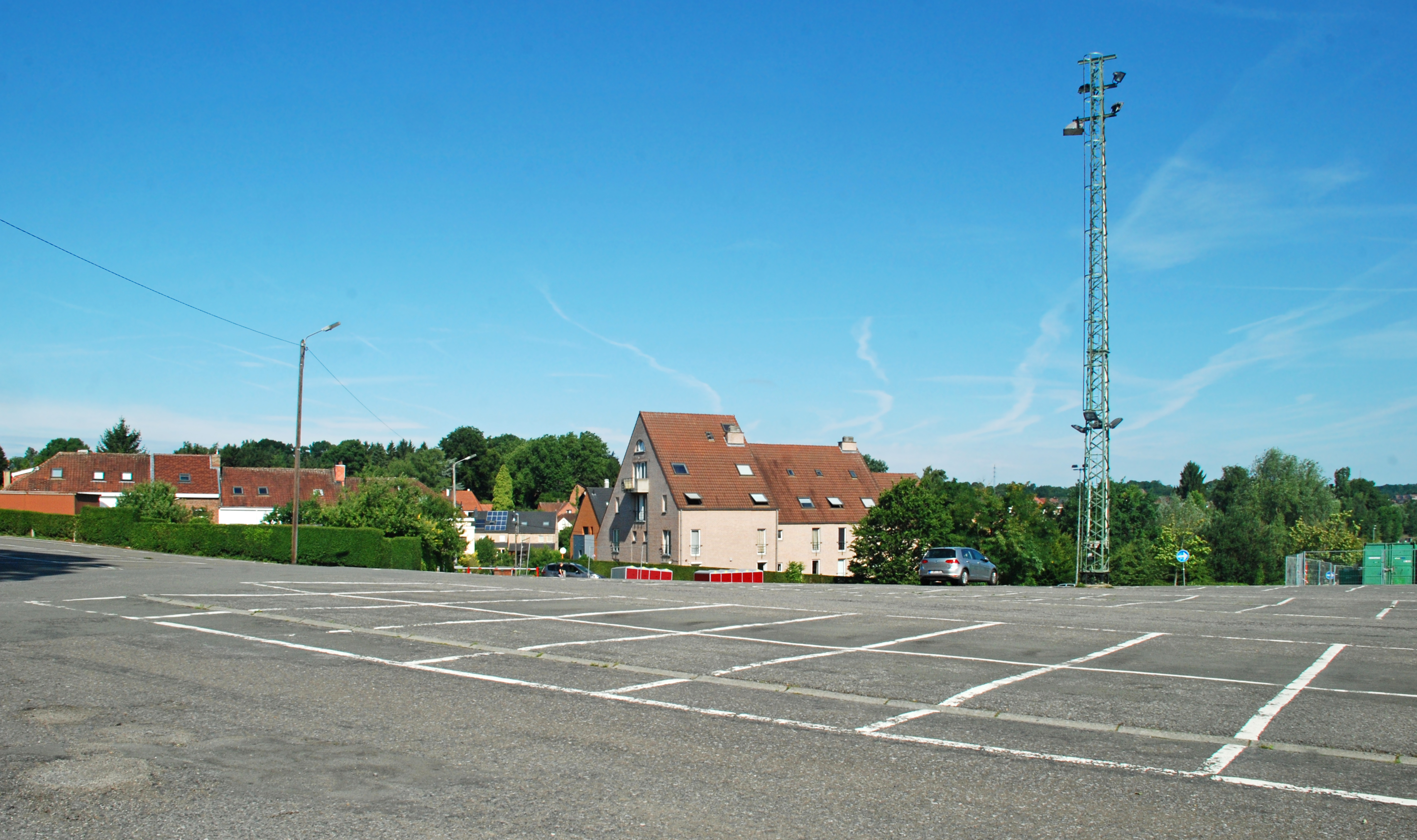
Parking de l'avenue des Villas (en surplomb de la gare).

### Mobilité douce

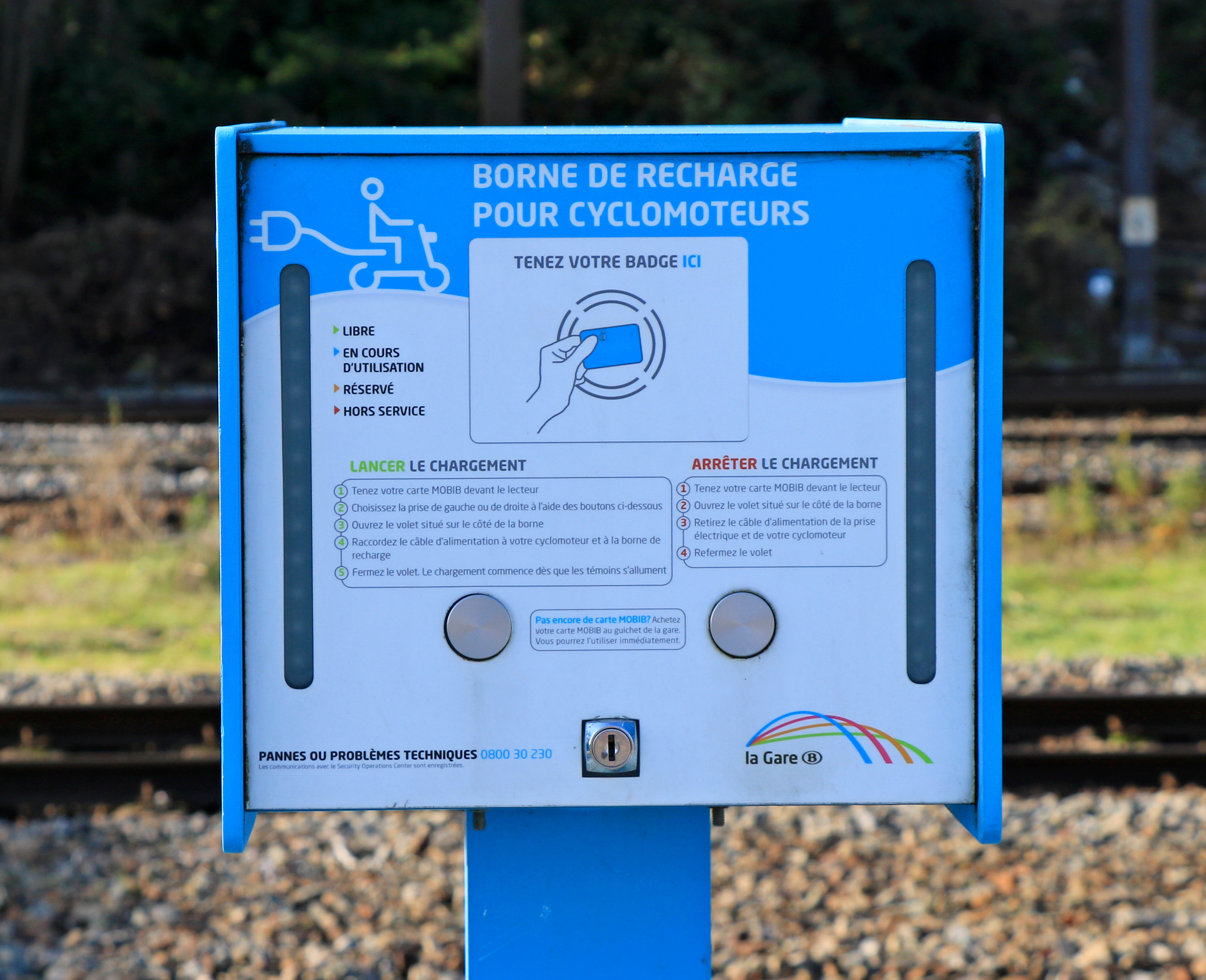
Borne de recharge pour cyclomoteurs électriques.

L'écomobilité (mobilité douce ou durable) est largement prise en compte aux abords de la gare d'Ottignies.
Des abris pour vélos sont aménagés tant sur la place la gare que sur le parking de l'avenue des Villas. Ils sont de trois types. Il y a d'abord des abris conventionnels ouverts et couverts d'un toit. Il y a ensuite des abris individuels complètement fermés, verrouillés et numérotés : ces boxes individuels pour vélos sont gérés par l'association Pro Velo depuis le 1er août 2017. Il y a enfin un parking couvert et sécurisé, accessible uniquement aux abonnés munis d'un badge, situé juste à côté du « Point Vélo » appelé « Maison des Cyclistes du Brabant wallon » sur la place de la Gare,.
La « Maison des Cyclistes du Brabant wallon » s'est ouverte à Ottignies durant l'été 2007. Elle est gérée depuis mai 2011 par Pro Velo, une association sans but lucratif (ASBL) qui soutient la pratique du vélo et propose des vélos en location à l'heure, à la journée ou à l'année. Elle sert de vitrine commune aux associations GRACQ (Groupe de Recherche et d'Action des Cyclistes Quotidiens), Rando Vélo et Pro Velo, et propose de nombreux services : la surveillance et l'entretien des parkings vélo dans et à proximité de la gare, des petites réparations, une boutique vélo, la location de vélos, une Vélo-école, des formations de mécanique vélo, la gravure du numéro de registre national du propriétaire sur le cadre du vélo comme mesure anti-vol, sans oublier le parking sécurisé évoqué plus haut,,. La Maison organise également des balades guidées et un rassemblement annuel appelé « Vélobrabançonne »,. En avril 2024, Pro Velo quitte la gare d'Ottignies et déménage vers l'ancienne médiathèque de la place Galilée à Louvain-la-Neuve : ses locaux sont rachetés par le TEC en vue d'être détruits pour permettre l'aménagement de la future gare des bus.
Sur la place de la Gare se dresse également une station de recharge comptant trois bornes de recharge pour cyclomoteurs électriques, utilisables au moyen de la carte MOBIB, la carte à puce sans contact utilisée par les services de transport en commun en Belgique.
Enfin, le parking de l'avenue des Villas offre une station de recharge comptant six emplacements pour voitures électriques, peints en bleu clair.

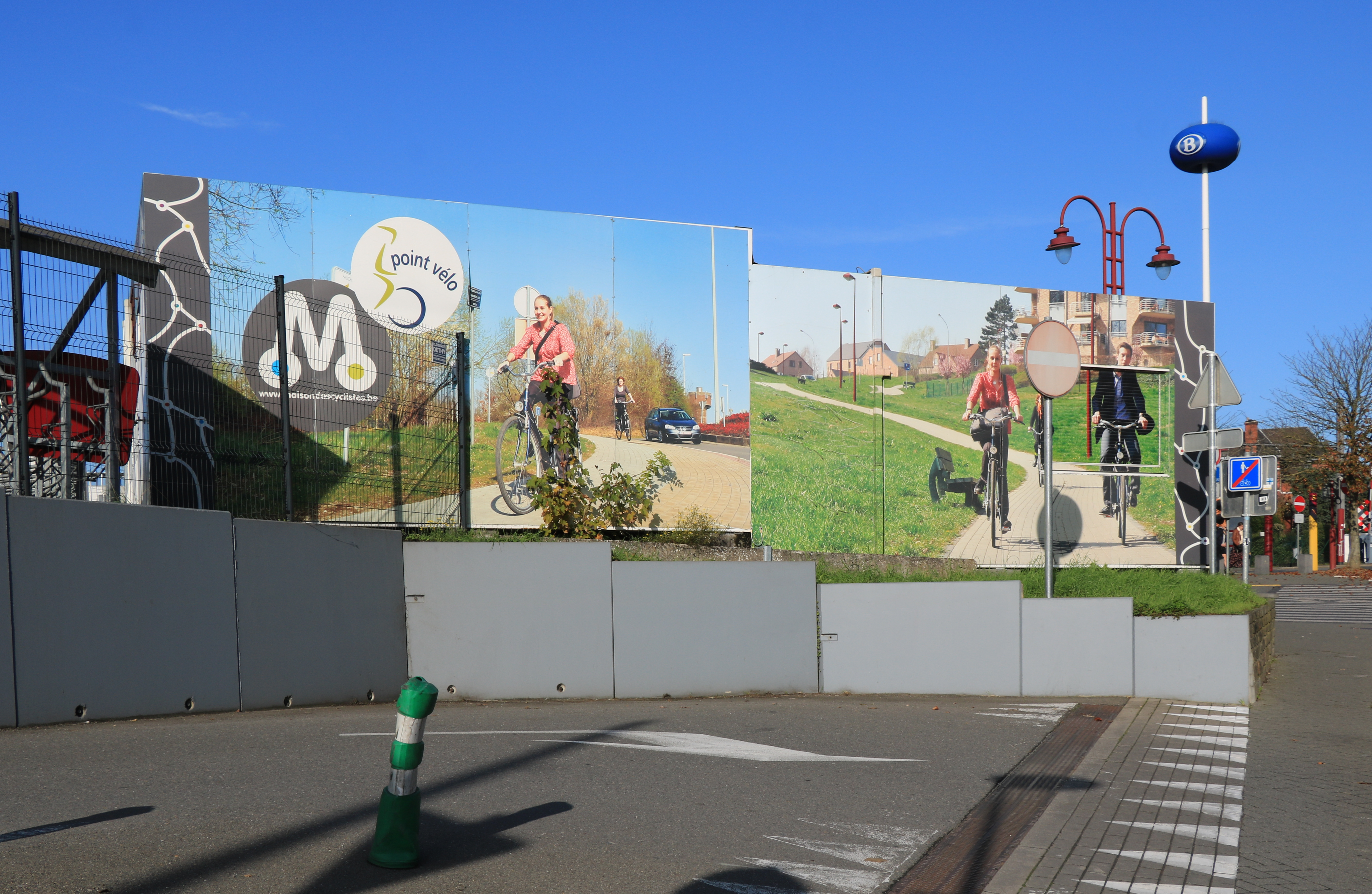
« Maison des Cyclistes du Brabant wallon » (2007 - 2024).
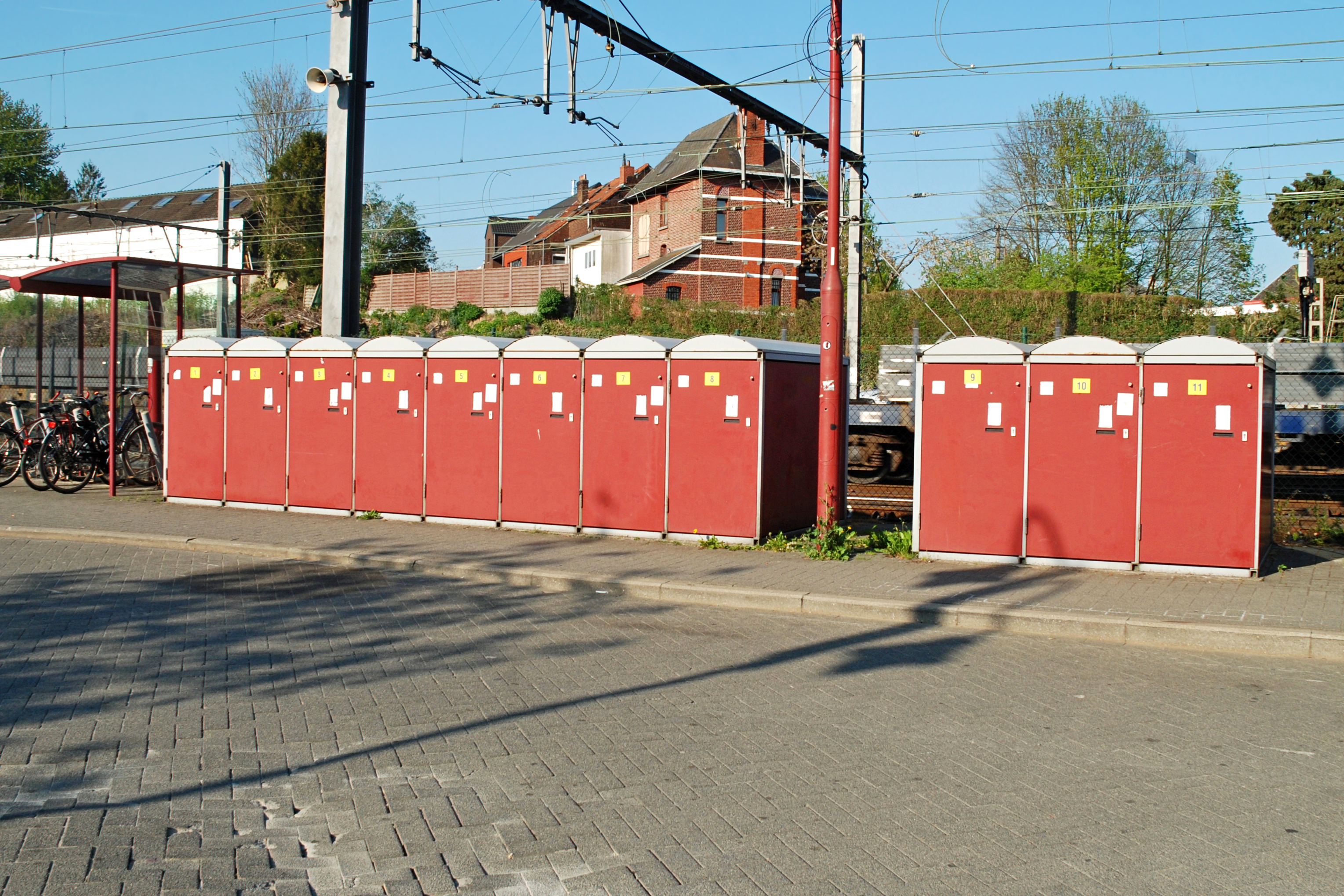
Abris fermés pour vélos sur la place la Gare.
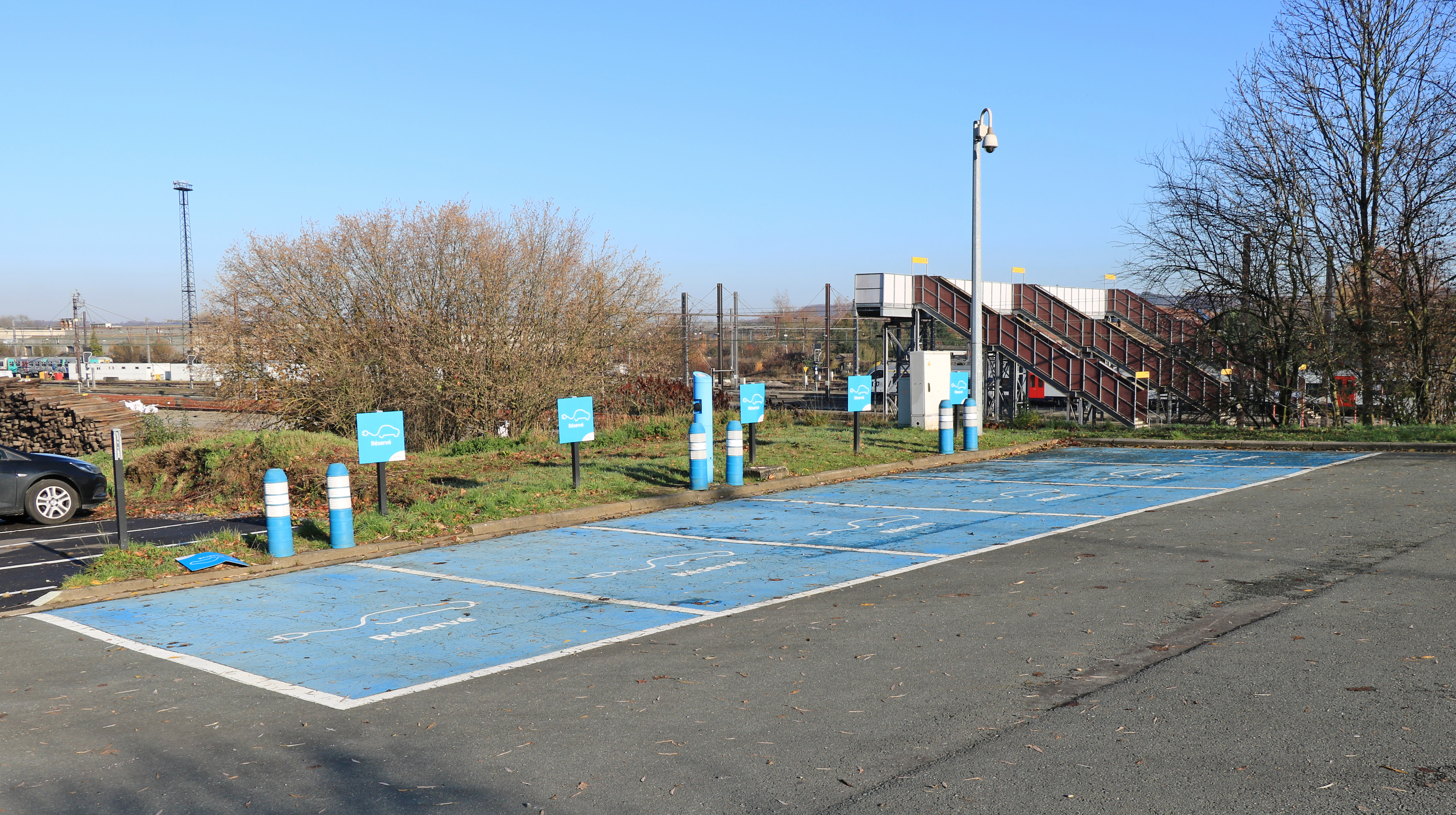
Station de recharge pour voitures électriques du parking de l'avenue des Villas.

## Travaux RER Bruxellois
Dans le cadre du futur Réseau express régional bruxellois, d'importants travaux sont en cours. 
Début novembre 2022, le quai des voies 1 et 2 est détruit. En même temps, un nouveau quai, tout fraichement construit, est ouvert à l'ouest : il y accueille la nouvelle voie 1.  
En novembre 2023 a lieu l'inauguration du premier tronçon à quatre voies de Wallonie, entre Ottignies et Louvain-La-Neuve. Les voies 2 et 3 sont mises en service dans le même temps.

## Comptage voyageurs
Ce graphique et tableau montre le nombre de voyageurs embarquant en moyenne durant la semaine, le samedi et le dimanche.
| Nombre de passagers qui embarquent à la gare d`Ottignies | Nombre de passagers qui embarquent à la gare d`Ottignies | Nombre de passagers qui embarquent à la gare d`Ottignies | Nombre de passagers qui embarquent à la gare d`Ottignies |
|                                                          | Semaine                                                  | Samedi                                                   | Dimanche                                                 |
| -------------------------------------------------------- | -------------------------------------------------------- | -------------------------------------------------------- | -------------------------------------------------------- |
| 1977                                                     | 12 043                                                   | 3 013                                                    | 2 993                                                    |
| 1978                                                     | 12 677                                                   | 3 283                                                    | 2 749                                                    |
| 1979                                                     | 13 031                                                   | 3 390                                                    | 3 530                                                    |
| 1980                                                     | 13 421                                                   | 2 882                                                    | 3 238                                                    |
| 1981                                                     | 12 849                                                   | 2 556                                                    | 3 156                                                    |
| 1982                                                     | 13 382                                                   | 2 527                                                    | 3 030                                                    |
| 1983                                                     | 12 938                                                   | 2 206                                                    | 2 962                                                    |
| 1984                                                     | 13 187                                                   | 3 427                                                    | 3 546                                                    |
| 1985                                                     | 12 129                                                   | 3 583                                                    | 4 175                                                    |
| 1986                                                     | 15 626                                                   | 3 427                                                    | 3 843                                                    |
| 1987                                                     | 12 127                                                   | 2 663                                                    | 4 342                                                    |
| 1988                                                     | 12 990                                                   | 3 028                                                    | 3 771                                                    |
| 1989                                                     | 14 417                                                   | 3 416                                                    | 4 257                                                    |
| 1990                                                     | 12 803                                                   | 3 480                                                    | 4 825                                                    |
| 1991                                                     | 15 533                                                   | 3 606                                                    | 4 581                                                    |
| 1992                                                     | 15 213                                                   | 4 250                                                    | 4 853                                                    |
| 1993                                                     | 14 025                                                   | 3 507                                                    | 4 491                                                    |
| 1994                                                     | 16 596                                                   | 3 779                                                    | 4 273                                                    |
| 1995                                                     | 16 175                                                   | 3 991                                                    | 3 957                                                    |
| 1996                                                     | 13 504                                                   | 3 795                                                    | 2 971                                                    |
| 1997                                                     | 15 052                                                   | 4 242                                                    | 4 812                                                    |
| 1998                                                     | 15 710                                                   | 3 884                                                    | 5 506                                                    |
| 1999                                                     | 15 936                                                   | 4 002                                                    | 3 802                                                    |
| 2000                                                     | 15 232                                                   | 5 167                                                    | 5 926                                                    |
| 2001                                                     | 11 529                                                   | 5 348                                                    | 4 382                                                    |
| 2002                                                     | 15 069                                                   | 5 360                                                    | 5 701                                                    |
| 2003                                                     | 13 836                                                   | 4 798                                                    | 4 502                                                    |
| 2004                                                     | 15 796                                                   | 4 702                                                    | 4 821                                                    |
| 2005                                                     | 18 451                                                   | 7 872                                                    | 8 004                                                    |
| 2006                                                     | 20 370                                                   | 6 686                                                    | 7 363                                                    |
| 2007                                                     | 20 825                                                   | 7 206                                                    | 7 563                                                    |
| 2008                                                     | -                                                        | -                                                        | -                                                        |
| 2009                                                     | 22 162                                                   | 6 225                                                    | 8 019                                                    |
| 2010                                                     | -                                                        | -                                                        | -                                                        |
| 2011                                                     | -                                                        | -                                                        | -                                                        |
| 2012                                                     | 17 240                                                   | 7 270                                                    | 7 641                                                    |
| 2013                                                     | 21 979                                                   | 7 532                                                    | 6 302                                                    |
| 2014                                                     | 17 753                                                   | 8 082                                                    | 7 857                                                    |
| 2015                                                     | 21 598                                                   | 9 345                                                    | 8 673                                                    |
| 2016                                                     | 20 472                                                   | 7 193                                                    | 6 678                                                    |
| 2017                                                     | 22 567                                                   | 8 196                                                    | 8 857                                                    |
| 2018                                                     | 20 152                                                   | 8 647                                                    | 8 326                                                    |
| 2019                                                     | 23 508                                                   | 9 202                                                    | 8 424                                                    |
| 2020                                                     | 19 789                                                   | 8 579                                                    | 8 060                                                    |
| 2021                                                     | -                                                        | -                                                        | -                                                        |
| 2022                                                     | 18 377                                                   | 9 161                                                    | 8 641                                                    |
| 2023                                                     | 21 977                                                   | 8 530                                                    | 8 941                                                    |
| 2024                                                     | 21 123                                                   | 8 719                                                    | 9 181                                                    |

## Art public dans les environs de la gare d'Ottignies
Les environs de la gare d'Ottignies sont ornés de peintures murales, comme le chemin piétonnier qui relie la gare à la rue des Deux Ponts et le pont de chemin de fer qui enjambe cette rue.
Le pont de chemin de fer qui enjambe la rue des Deux Ponts est orné d'une fresque murale de teintes pastel réalisée par les membres du collectif FarmProd, organisateurs du Kosmopolite Art Tour 2012 à Louvain-la-Neuve et du Kosmopolite Art Tour 2015 à Louvain-la-Neuve,.
Cette fresque évoque les divers aspects de la mobilité : des trains, des bus, des cyclistes, un skateur, un adepte du scooter, un randonneur, un jeune en trottinette, des utilisateurs du train et une famille en voiture.
Elle a été commandée au collectif FarmProd par la Ville, avec l'accord d'Infrabel, afin de sensibiliser les passants à la Semaine de la mobilité du mois de septembre 2018.
Guillaume Desmarets du collectif FarmProd explique : « La commune nous a proposé de réaliser une fresque sur la thématique de la mobilité, à la fois pour marquer la semaine de la mobilité et faire de ce pont tristounet un endroit joyeux et coloré. Nous avons représenté toutes les facettes de la mobilité. Nous évoquons la mobilité douce, plus fun, avec un écolier, un vélo, un skate d'un côté. De l'autre, on retrouve une voiture bien occupée pour évoquer le covoiturage, il y a aussi un train,. Les institutions viennent à présent nous chercher, elles sont demandeuses car elles se sont rendu compte qu'il y avait un intérêt du public pour ce qui est désormais considéré comme un art à part entière. ». L'échevin de la culture et de la mobilité de la Ville d'Ottignies-Louvain-la-Neuve, qui a commandé cette fresque, reconnaît : « Le travail des graffeurs est une manière assez simple et facile d'amener de l'art public sur les murs. ».
Une fresque a aussi été réalisée sur le mur du chemin piétonnier qui relie la rue des Deux Ponts à la gare dans le cadre d'un stage de street art organisé par l'Atelier au Couleurs du Monde du Centre Placet à Louvain-la-Neuve.

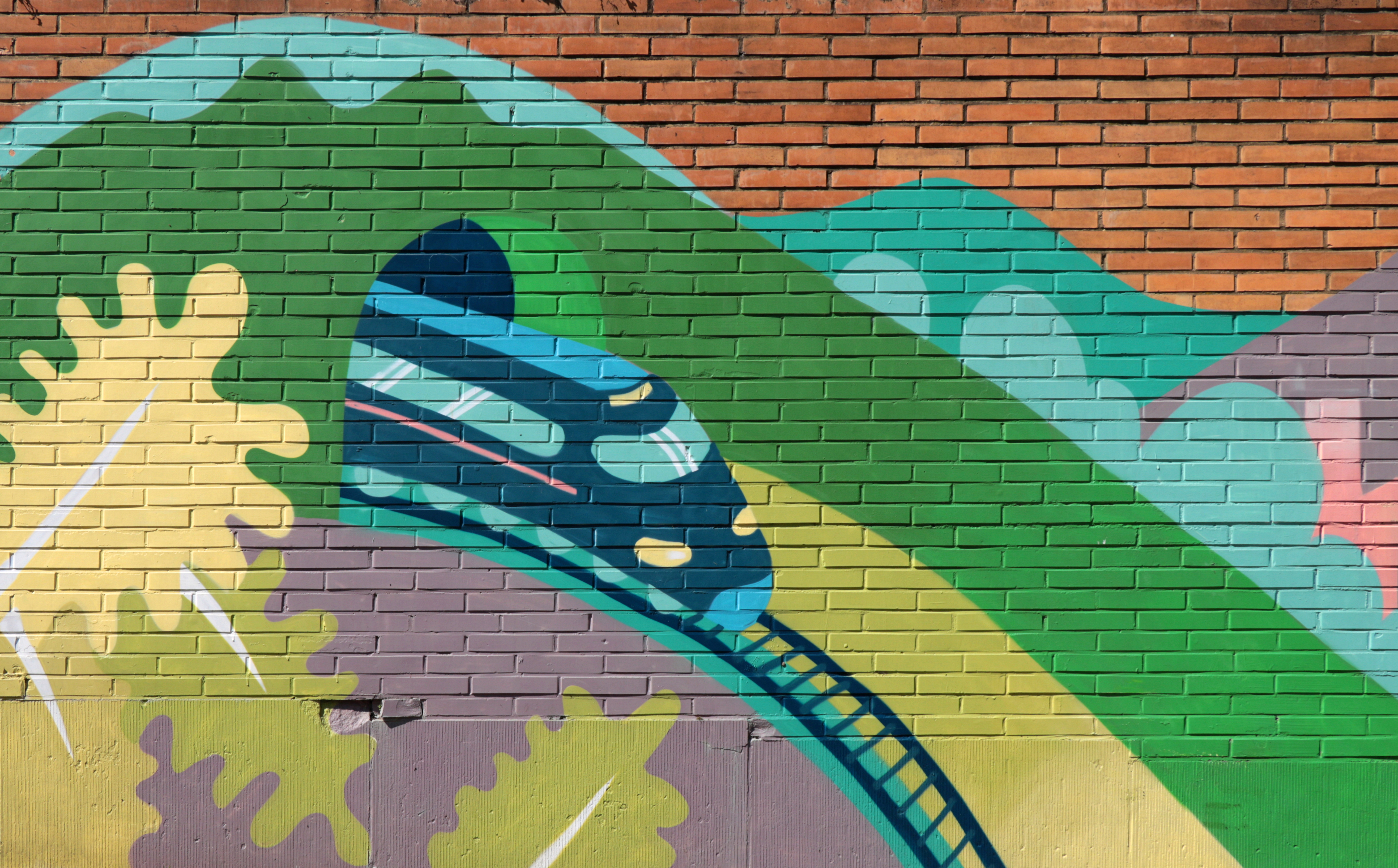
Rue du Chemin de fer : train.
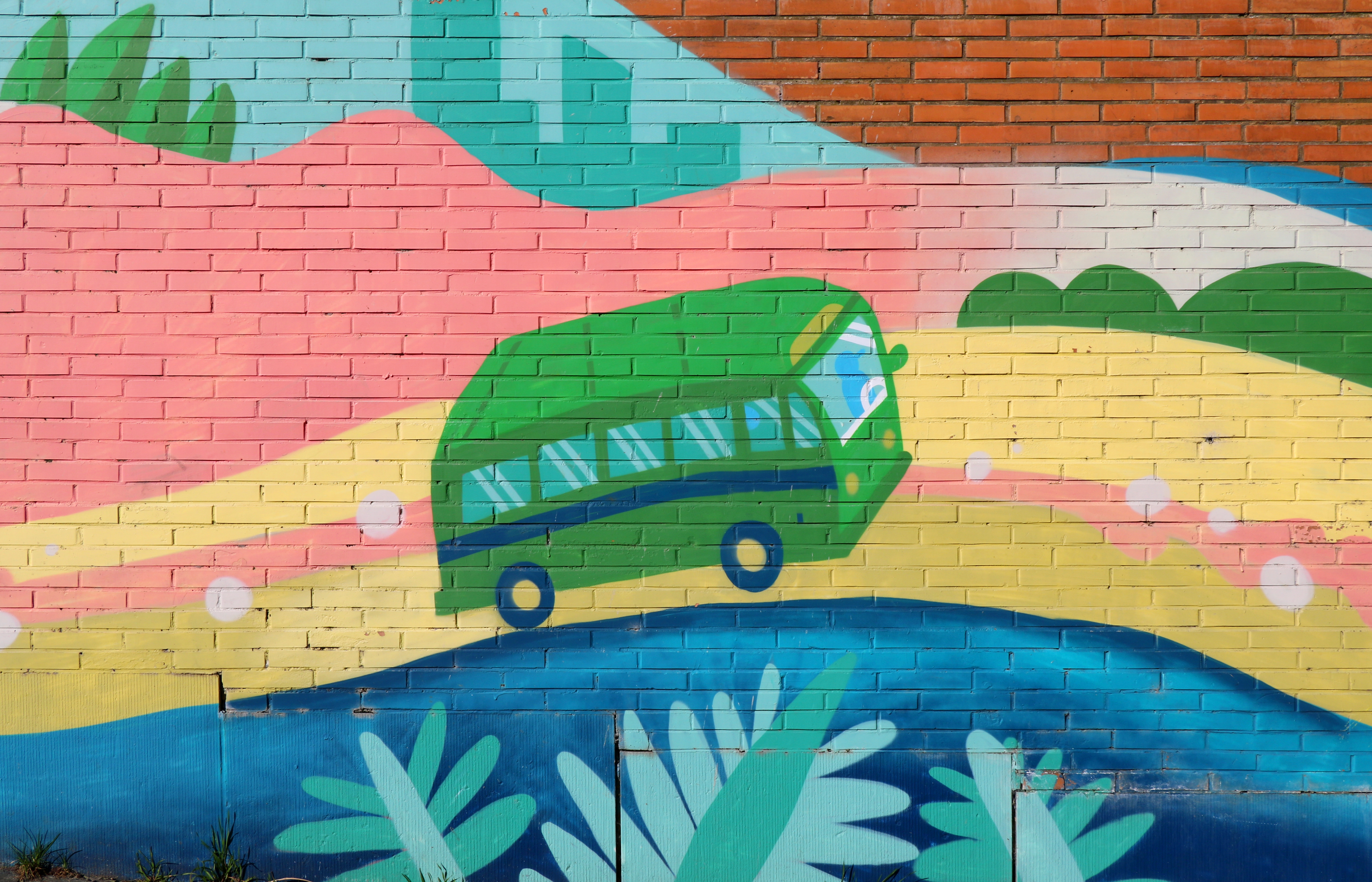
Rue du Chemin de fer : bus.
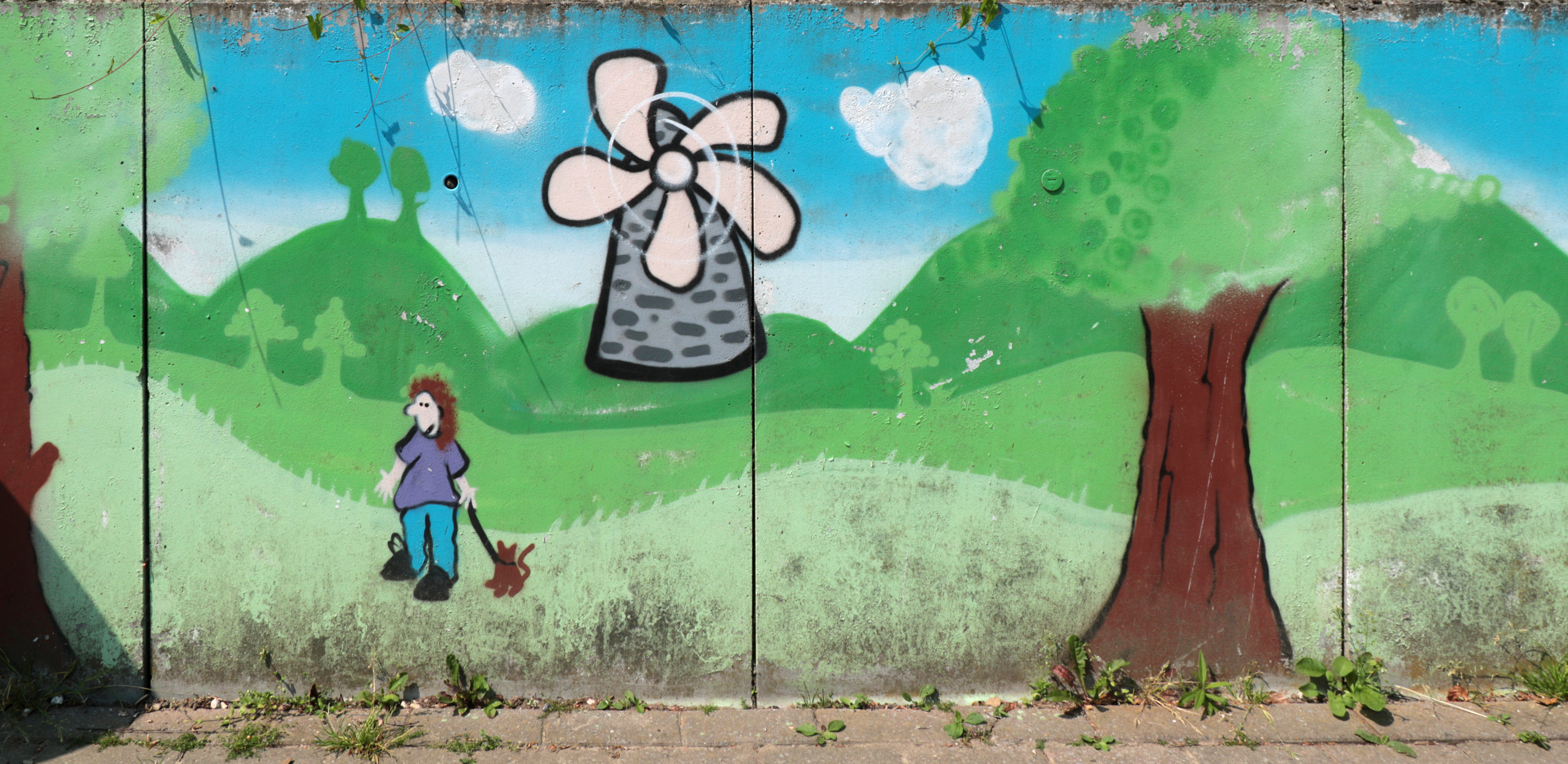
Sentier de la gare : fresque de l'Atelier au Couleurs du Monde.
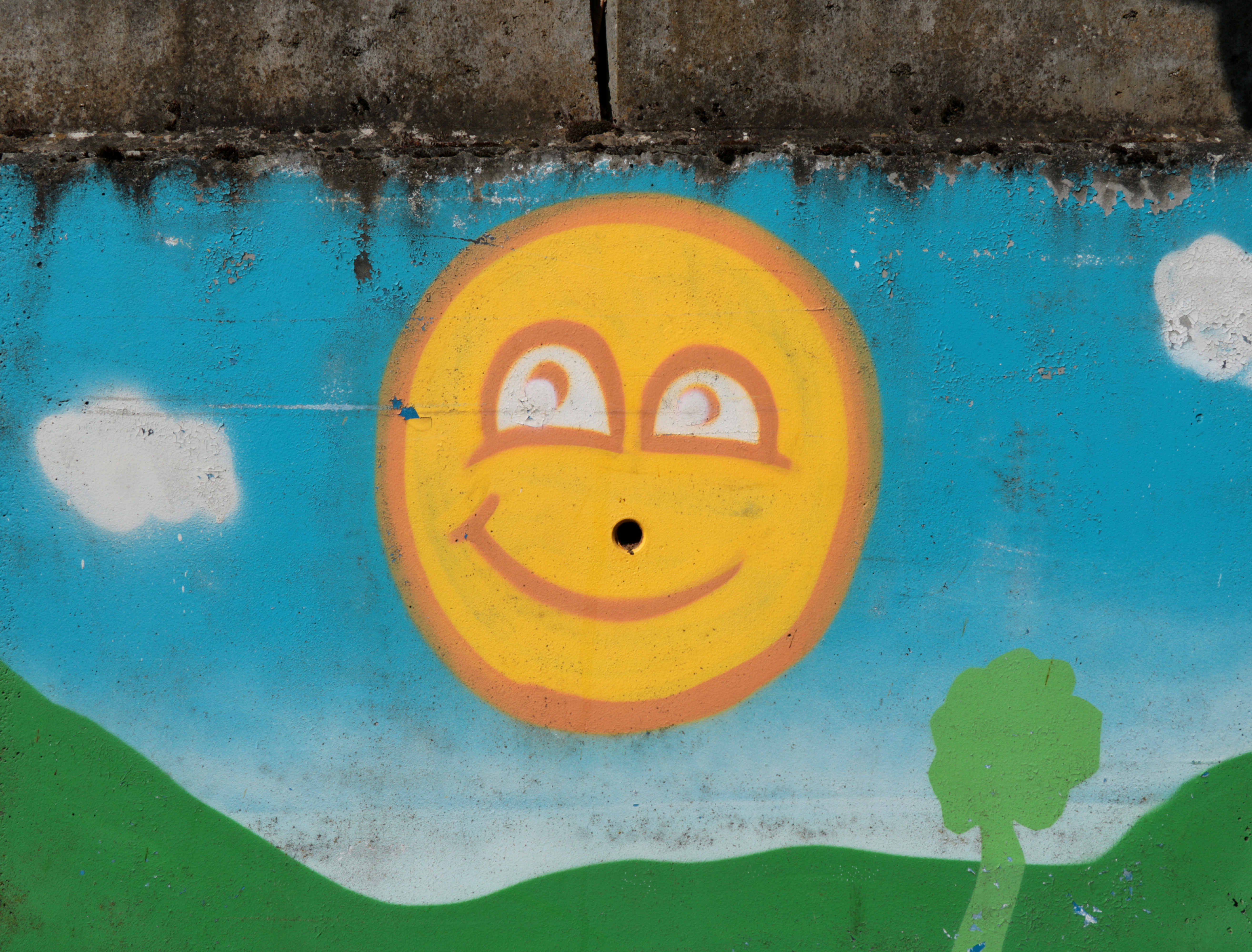
Sentier de la gare : soleil.